# Gare de Paris-Nord
Pour les articles homonymes, voir Gare du Nord.
La gare de Paris-Nord, dite aussi gare du Nord ou Paris Gare du Nord, est l'une des six grandes gares terminus de la SNCF à Paris. Elle constitue la tête de ligne parisienne du réseau ferroviaire desservant le Nord de la France, ainsi que les pays limitrophes. Du fait de la proximité de la Belgique, des Pays-Bas, de la Grande-Bretagne et de l'Allemagne, elle a toujours possédé une vocation internationale marquée, avant de voir son trafic régional se développer fortement. Elle a accueilli plus de 292 millions de voyageurs en 2018, en comptant également le trafic du RER B. Elle est souvent considérée comme la première gare européenne, et la troisième mondiale, en termes de fréquentation (en englobant celle de la station de métro).
Ouverte en 1846 par la Compagnie des chemins de fer du Nord en tant qu'embarcadère de la ligne de Paris-Nord à Lille, la gare constitue un « carrefour intermodal » majeur de la capitale, où coexistent des trains à grande vitesse (desserte nationale avec TGV inOui et internationale avec Eurostar), le service Ouigo Train Classique, des trains des réseaux TER Hauts-de-France, Transilien et RER, le métro, le bus, les taxis et le Vélib'.
La gare du Nord fait l'objet d'une inscription au titre des monuments historiques depuis le 15 janvier 1975.

## Situation ferroviaire
La gare de Paris-Nord est établie dans le 10e arrondissement de Paris, à cinquante-trois mètres d'altitude, dans un environnement urbain très dense. Elle est voisine de la gare de Paris-Est, dont le faisceau de voies est distant de moins de deux cents mètres à l'est. La gare constitue la tête de ligne du réseau ferré issu de la Compagnie des chemins de fer du Nord, desservant le nord de la France ainsi que les pays limitrophes. Elle dessert par ailleurs une vaste zone de la banlieue nord de Paris, s'étendant de Pontoise à l'ouest, à Mitry-Mory à l'est, par le biais de plusieurs lignes formant un éventail, et lui assurant un trafic de voyageurs particulièrement élevé.

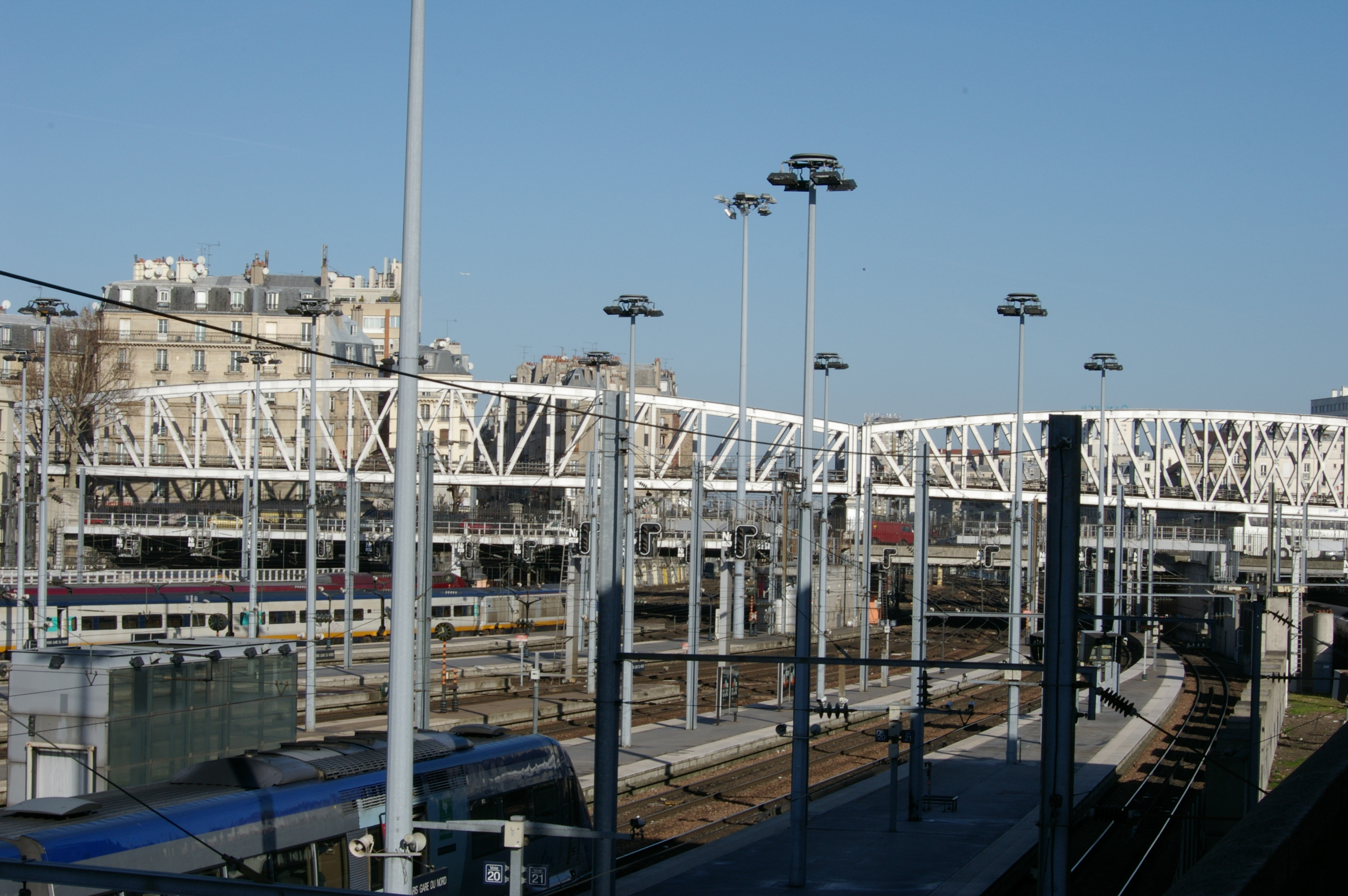
Vue d'ensemble des voies, prise depuis la gare routière.

Avec une dotation de trente-deux voies à quai depuis 1993, dont quatre souterraines, la gare du Nord occupe, en France, la première place. Sur cet ensemble, d'ouest en est, on trouve la voie 2 (la voie 1 est devenue un garage de faible longueur) entre le bâtiment de La Poste et la zone sous contrôle pour l'Eurostar, quatre voies sous douane réservées au service Eurostar, quinze voies destinées aux services Thalys, TGV et TER Hauts-de-France, sept voies pour les services de la banlieue Nord d'Île-de-France (ligne H et ligne K du réseau Transilien), et sous ces dernières une gare souterraine composée de quatre voies utilisées par le trafic des lignes B et D du RER. La tranchée s'étendant au nord de l'établissement compte quatorze voies, dont quatre à l'est destinées au seul trafic de banlieue. S'y ajoutent quatre voies souterraines sous ces dernières, se dirigeant vers la gare en sous-sol et au-delà (tunnel atteignant Châtelet - Les Halles), vers les lignes interconnectées de la banlieue sud.
Sur l'ensemble des voies de surface, la vitesse est limitée à 60 km/h.
La vaste zone d'avant-gare s'étale sur plus de quatre kilomètres ; elle est, de loin, la plus complexe du réseau ferré français, avec la présence de nombreux sauts-de-mouton permettant le reclassement des voies. Au point kilométrique (PK) 3,458, les quatre voies de la ligne de La Plaine à Hirson et Anor (frontière) se débranchent de la ligne de Paris-Nord à Lille par une série de sauts-de-mouton. Plus loin au nord, la ligne de Saint-Denis à Dieppe, également dotée de quatre voies sur ce tronçon jusqu'à la bifurcation d'Épinay - Villetaneuse, se débranche à niveau vers le nord-ouest, peu après la gare de Saint-Denis. La ligne Paris – Lille se dirige alors vers le nord-est avec une dotation de quatre voies.
La zone d'avant-gare dispose de plusieurs faisceaux de garage et d'ateliers de maintenance du matériel roulant. On trouve successivement en quittant la gare : le site de La Chapelle du technicentre Paris-Nord, à l'ouest, puis le site de remisage banlieue à proximité de La Chapelle-International à l'est, puis au-delà du boulevard périphérique, le site du Landy à l'ouest, avec l'atelier de maintenance du parc TGV et un vaste complexe de remisage grandes lignes.
En 2009, la gare a géré 1 500 circulations par jour, ce qui constitue de loin le record de France. Elle surpasse dorénavant la gare de Paris-Saint-Lazare, avec ses 1 200 circulations, ainsi que les quatre autres grandes gares parisiennes de Paris-Est, Paris-Lyon, Paris-Montparnasse et Paris-Austerlitz, avec respectivement 800, 750, 700 et 600 circulations. Sur ce total, 970 trains se dirigent vers Saint-Denis et au-delà, et 530 se dirigent vers Aulnay-sous-Bois. Deux sens confondus, ce sont quotidiennement 800 trains qui entrent en gare souterraine, dont 510 pour la ligne B du RER, et 290 pour la ligne D. En surface, la gare accueille 700 trains, dont 396 trains vers la gare banlieue (360 pour la ligne H, 36 pour la ligne K), un peu plus de 200 TGV et 100 Intercités. En 2017, le nombre total de trains quotidiens s'élève à 2 100.
Les premiers points d'arrêt rencontrés en quittant l'établissement sont les gares de Stade de France - Saint-Denis, au PK 4,180 de la ligne de Paris-Nord à Lille, desservie par les trains de la ligne D du RER, et celle de La Plaine - Stade de France, au PK 4,501 de la ligne de La Plaine à Hirson et Anor (frontière), desservie par les trains de la ligne B du RER.

## Histoire

### Chronologie

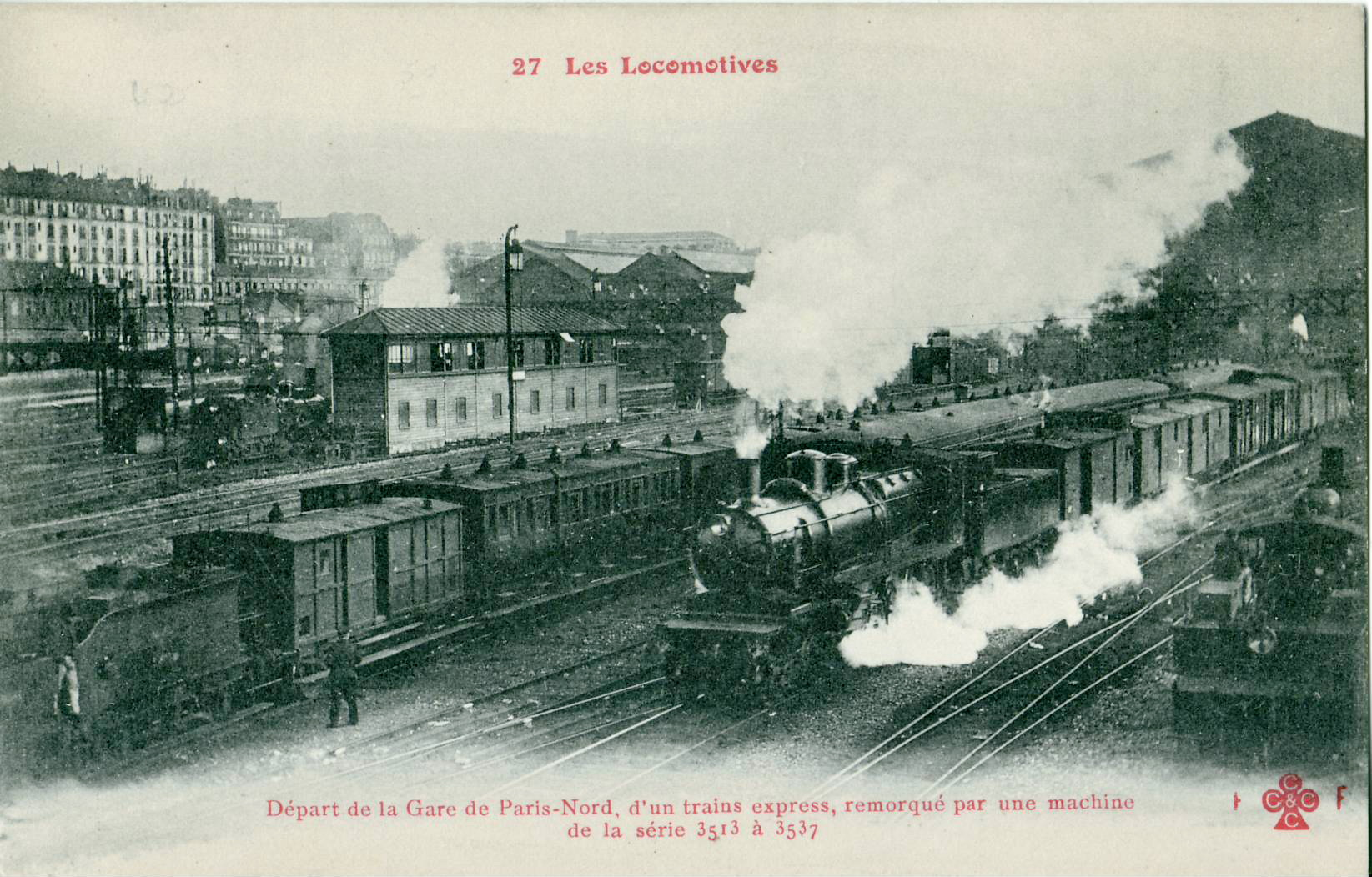
Ambiance de l'avant-gare de la gare du Nord, avant la Première Guerre mondiale.

- 25 janvier 1846 : inauguration de la section Paris – Clermont, premier tronçon de la ligne de Paris-Nord à Lille, et livraison de l'embarcadère à la compagnie ;
- 14 juin 1846 : inauguration de la ligne de Paris-Nord à Lille et de l'embarcadère du Nord ;
- 1861 à 1866 : reconstruction de la gare du Nord, par l'architecte Jacques Hittorff ;
- 1877 : modification du plan des voies, passage de huit à treize voies ;
- 1877 : construction d’une halle pour la couverture partielle de la cour arrivée ;
- 1889 : premier agrandissement, passage de treize à dix-huit voies ;
- 1900 : second agrandissement, passage de dix-huit à vingt-huit voies ; construction d'une gare-annexe à l'angle des rues du Faubourg-Saint-Denis et de Dunkerque ;
- 1934 : aménagement de l'avant-gare et redistribution des voies ;
- 1934 : après la fermeture des voies de petite ceinture, la gare a continué à accueillir des trains de banlieue d’où son nom de « gare annexe » ;
- 9 décembre 1958 : mise sous tension, en 25 kV – 50 Hz ;
- 1977 à 1982 : travaux d'aménagement de la gare souterraine, pour l'interconnexion nord-sud des lignes B et D du RER ;
- mai et septembre 1993 : ouverture de la LGV Nord et mise en service du TGV Nord Europe ;
- 14 novembre 1994 : premiers services Eurostar, reliant Paris à Londres-Waterloo via le tunnel sous la Manche ;
- 4 juin 1996 : mise en service du Thalys, reliant Paris à Amsterdam via Bruxelles ;
- 12 juillet 1999 : inauguration de la ligne E du RER et de la gare de Magenta, la jouxtant ;
- 1998 à 2002 : opération « Gare du Nord Échanges » ;
- 2015 installation de la sculpture ANGEL BEAR de Richard Texier devant la façade principale de la gare.
- 2022 à 2023 : travaux de réaménagement et de modernisation de la gare[8].

### Origines
Le chemin de fer apparaît à Paris en 1837, avec l'ouverture de l'embarcadère de l'Europe (gare de Paris-Saint-Lazare), rapidement suivi de l'ouverture en 1840 des embarcadères de la barrière du Maine (Paris-Montparnasse) et d'Orléans (Paris-Austerlitz). La loi relative à l'établissement des grandes lignes de chemin de fer en France, votée le 11 juin 1842, décide la réalisation prioritaire d'une ligne reliant Paris à la frontière belge : elle provoque l'édification d'un quatrième embarcadère au nord de la capitale.
Une première gare du Nord est construite par les ingénieurs des ponts et chaussées pour le compte de la Compagnie des chemins de fer du Nord, sur les plans établis par Léonce Reynaud, professeur d'architecture à l'École polytechnique. Elle est inaugurée le 14 juin 1846, avec l'ouverture de la ligne de Paris à la frontière belge par Lille et Valenciennes. Un dépôt est établi à quelques centaines de mètres au nord, le dépôt de La Chapelle, accompagné d'une remise à voitures à trois kilomètres de Paris, au Landy.
Dotée de seulement deux voies, elle est considérée comme trop petite dès le 21 novembre 1847, lors de l'ouverture de la ligne de Creil à Compiègne dont les trains saturent très vite les installations. La Compagnie du Nord hésite entre l'édification d'une nouvelle gare réservée aux voyageurs à proximité de l'église Saint-Philippe-du-Roule, reliée à la ligne principale par un embranchement à La Chapelle, et la reconstruction de la gare primitive. C'est finalement la seconde solution qui est retenue de facto. Le bâtiment est en partie démonté en 1860 pour laisser place à la gare actuelle ; sa façade de pierre est remontée à Lille, par l'architecte de la compagnie Sidney Dunnett, ce qui n'est pas du goût des édiles de la ville. Surmontée d'un étage et d'une horloge, c'est la façade actuelle de la gare de Lille-Flandres,.
Après avoir commandé un avant-projet à Léon Ohnet, le baron James de Rothschild choisit finalement l'architecte français d'origine allemande Jacques Ignace Hittorff. La construction dure de mai 1861 à décembre 1865, mais la nouvelle gare est mise en service dès 1864, l'aile de l'arrivée n'étant pas encore achevée. La surface de la nouvelle gare atteint 36 000 m2, soit le triple de l'ancien embarcadère. Le nombre de voies est porté à huit, dont quatre au centre affectées à la banlieue, encadrées de deux voies pour les départs et deux voies pour les arrivées de grandes lignes. Deux voies médianes sont également mises en service entre les voies 2-4 et 5-6, afin de permettre aux machines de s'échapper pour les repositionner en tête des convois. L'avant-gare à hauteur de La Chapelle compte alors six voies, et des sauts-de-mouton sont réalisés afin d'éviter toute interférence entre itinéraires.

### Un trafic de banlieue en hausse constante

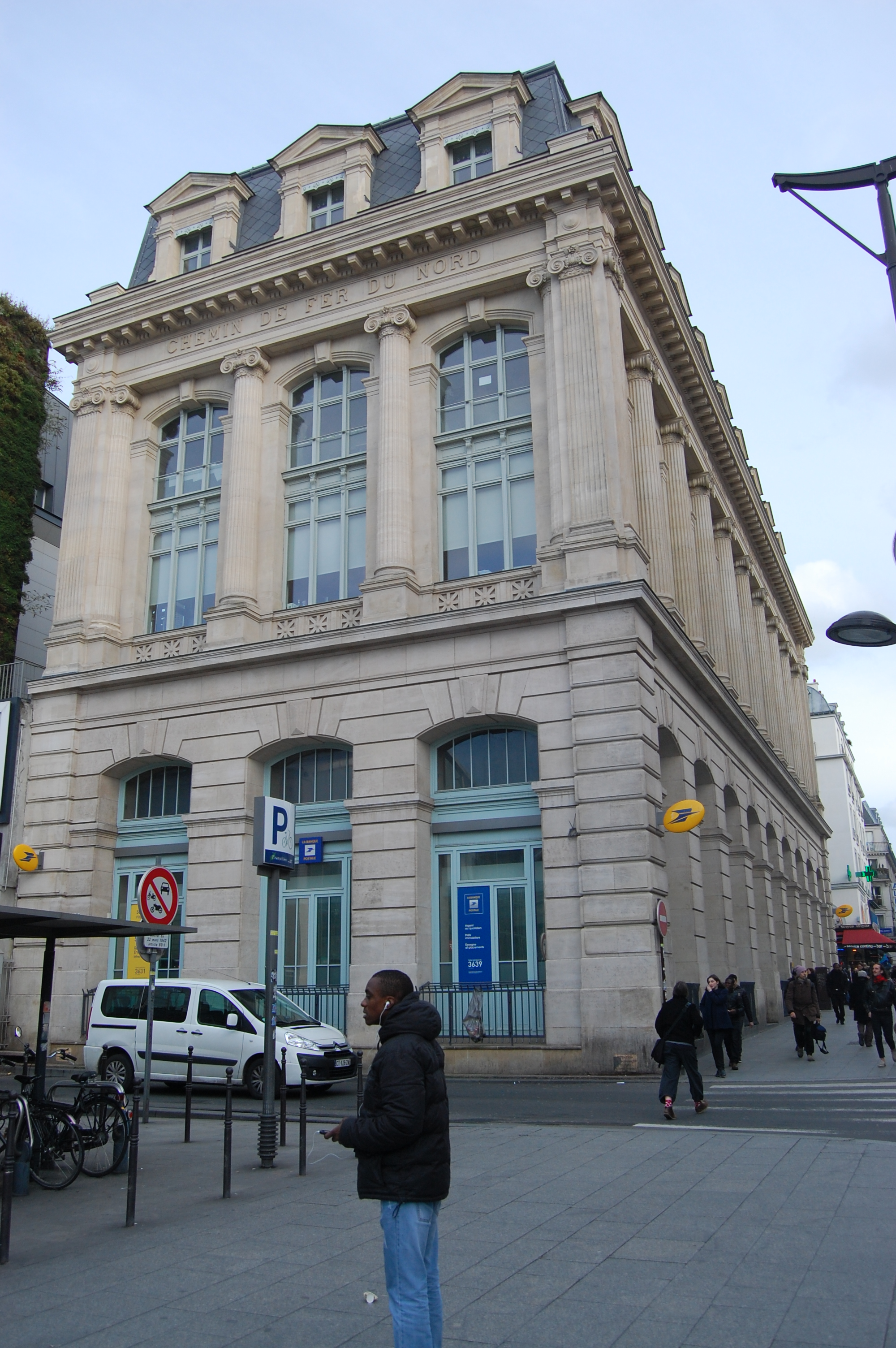
L'ancienne gare-annexe construite pour l'Exposition universelle de 1900.

En effet, le trafic de banlieue connaît une progression rapide, avec l'ouverture de la ligne directe Paris – Creil par Chantilly en 1859, Paris – Soissons en 1861 et Paris – Ermont via Argenteuil en 1863. Dans les années 1860, Haussmann fait élargir la rue de Dunkerque afin de créer la place de Roubaix, qui met en valeur la nouvelle façade, et ouvrir le boulevard de Denain, la reliant au boulevard de Magenta.
Toutefois, ces nouvelles installations atteignent très rapidement le seuil de saturation : l'ouverture de la ligne d'Ermont - Eaubonne à Valmondois en 1876, suivie de la ligne d'Épinay - Villetaneuse au Tréport - Mers l'année suivante, provoque une nouvelle hausse du trafic. Le nombre de voies à quai passe à treize, dont quatre pour les départs de grandes lignes, six affectées au trafic de banlieue, et enfin trois pour les arrivées de grandes lignes. Les voies médianes de retournement des machines disparaissent à cette occasion.
Avec la rapide progression de la fréquentation, qui passe de six à sept millions de voyageurs de 1875 à 1885, le nombre de voies augmente de nouveau. Il passe de treize en 1875 à dix-huit en 1889, pour l'exposition universelle. L'intérieur est alors entièrement reconstruit, avec une redistribution des voies à quai, après la suppression de nombreuses salles d'attente ainsi que de bureaux des messageries. Des extensions latérales extérieures sont également édifiées.
Les voies se répartissent alors en quatre groupes distincts : voies 1 à 5, groupe Chantilly et départs de grandes lignes, voies 6 à 9, groupe Pontoise, voies 10 à 13, groupe Soissons, et voies 10 à 16, groupe arrivées de grandes lignes. Les voies 17 et 18 servent pour les trains-tramways de Paris à Saint-Denis et vers Saint-Ouen-les-Docks.
En 1900, pour une nouvelle exposition universelle, le nombre atteint vingt-huit voies, réparties en quatre groupes : les voies 1 à 5 pour les départs de grandes lignes, 6 à 13 pour la banlieue (Pontoise, Valmondois, Montsoult), 14 à 19 pour les arrivées de grandes lignes, 20 à 24 pour la ligne de Soissons, 25 à 28 pour les trains-tramways, plus les trains de la Petite Ceinture. Une nouvelle annexe est alors construite à l'angle des rues du Faubourg-Saint-Denis et de Dunkerque pour les trains tramways et les trains de la Ceinture. La gare nouvelle comporte quatre voies de 130 m environ de longueur utile, desservies par trois quais hauts, partiellement couverts par une halle de 75 m environ de longueur et par un portique sur le quai central. Le bâtiment en bordure de la rue de Dunkerque comprend, au rez-de-chaussée, une vaste salle des pas perdus et les installations accessoires du service des voyageurs ; aux étages, sont installés les bureaux du Contrôle. Les bâtiments secondaires en bordure de la rue du Faubourg-Saint-Denis jusqu'au chemin d'accès à la cour des messageries sont principalement affectés : au rez-de-chaussée, à divers services de la gare, et aux étages, à des logements d'agents et aux bureaux des réclamations. La gare nouvelle étant séparée de la gare principale par la cour des arrivées, un large passage souterrain de 100 m environ de longueur est construit sous la gare. Il est muni à ses deux extrémités d'ascenseurs pour les bagages et éclairé électriquement,. En 2016, ce bâtiment est occupé par un bureau de poste.
À partir de 1906 et 1908, elle est desservie par le métro de Paris : la ligne 4, qui traverse Paris du nord au sud, et le terminus de la ligne 5, qui passe près de la gare de Lyon. En 1942, la ligne 5 est étendue en direction de Pantin, en banlieue est.

### Des années 1930 à l'après-guerre
Comme d'autres gares parisiennes, elle devient rapidement trop petite face au développement du trafic ferroviaire. D'autres extensions ont lieu entre les années 1930 et 1960. En 1934, des travaux de grande ampleur en avant-gare permettent une stricte séparation des différents flux, grâce à la construction de plusieurs sauts-de-mouton de reclassement qui suppriment les cisaillements. La même année, un vaste chantier est établi aux Joncherolles, à Saint-Denis, destiné au remisage des rames de banlieue.
Deux voies supplémentaires sont réalisées à l'ouest de la gare, à proximité d'un nouveau centre de tri postal. La voie nommée W, hors quai, est employée par les services postaux ; la voie numérotée Z sert pour des départs occasionnels de grandes lignes, ou le stationnement d'une rame de réserve banlieue. Les voies sont une nouvelle fois redistribuées : 1-5 pour les départs de grandes lignes, 6-10 pour les banlieues Pontoise et Valmondois, 11-15 pour les banlieues Montsoult-Maffliers et Chantilly ainsi que les trains directs Soissons, 16-21 pour les arrivées de grandes lignes et les directs Soissons, 22-23 pour les départs et retours vers la ligne de Gennevilliers, 24 accueillant une rame de réserve, 25-27 pour les banlieues Aulnay et Mitry.

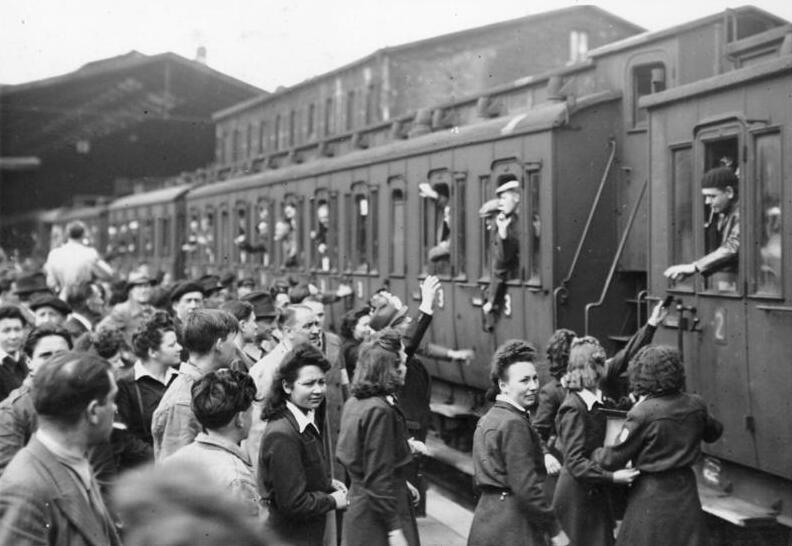
Départ des travailleurs français du STO pour l'Allemagne, en 1943.

La signalisation est également modernisée lors de ces travaux, afin d'apporter plus de souplesse à l'exploitation : les trois postes mécaniques Saxby, remontant à la fin du XIXe siècle, laissent la place à des postes électriques : le premier, en octobre 1935, commandant le secteur ouest de la gare, un deuxième, en février 1936, agissant sur le secteur est, et un troisième, le même mois, chargé de la zone de l'avant-gare. Cette vague de modernisation, qui concerne également les locaux commerciaux et espaces du fond de gare, ainsi que le matériel roulant, permet de faire face à l'instauration des congés payés en 1936, qui provoque un accroissement du trafic.
Dès la déclaration de guerre en septembre 1939, la gare connaît une baisse drastique de fréquentation, avec la suppression du trafic international et la forte diminution du trafic de grandes lignes et de banlieue. De 1940 à 1944, Paris-Nord, ainsi que sa voisine Paris-Est, est largement investie par l'armée allemande : ces gares desservent en effet l'Allemagne, ainsi que les pays voisins occupés. Durant quatre ans, la gare vit au rythme des trains réguliers qui permettent aux occupants de regagner le Reich. Dans la nuit du 21 au 22 avril 1944, un bombardement allié de grande ampleur, avec 247 appareils Lancaster et 22 de Havilland DH.98 Mosquito, atteint le site de La Chapelle. Outre les nombreuses victimes civiles, il anéantit la zone d'avant-gare entre le pont Marcadet et le Landy. Les voies principales sont en partie creusées de cratères de bombes et jonchées de débris, des sauts-de-mouton et postes d'aiguillage se sont effondrés, et des locomotives sont plantées dans le sol, à la verticale, en particulier sur les sites de remisage de La Chapelle-Triage et La Chapelle-Intérieure. Le trafic est totalement interrompu entre Paris-Nord, Saint-Denis et Aubervilliers - La Courneuve. En dépit de l'intensité des destructions, le trafic reprend les semaines suivantes avec des itinéraires zigzaguant entre les décombres. En août 1944, la grève générale, précédant de peu la Libération de Paris, la pénurie de matériel et la destruction en banlieue de plusieurs ouvrages d'art par l'armée allemande en déroute, désorganisent complètement le trafic.

### Électrification Nord-Paris

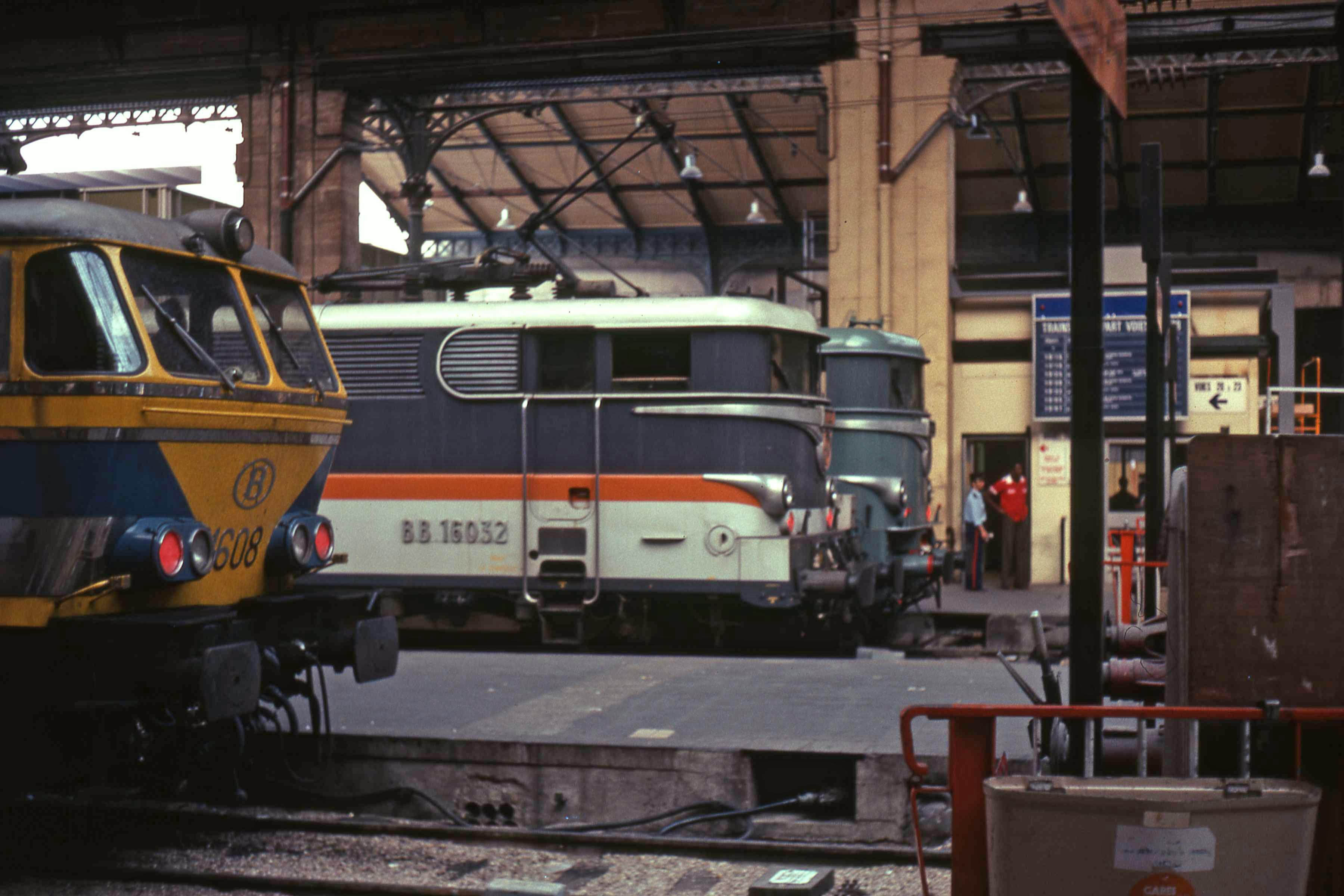
Locomotive belge de série 16 (à gauche), ainsi que deux BB 16000 (au fond), caractéristiques du service de grandes lignes et international en 1979.

L'électrification progressive du réseau Nord durant les années 1950 et 1960 amène la région nord de la SNCF à procéder en 1957 à un nouveau remaniement. Celui-ci consiste en un allongement des quais de grandes lignes (1-5 et 15-19) à 400 mètres, et dans la mise en service en 1958 d'un poste d'aiguillage type PRS, qui remplace plusieurs anciens postes. La gare comporte alors vingt-neuf voies à quai. La zone d'avant-gare ne subit pas de modifications de tracé ; toutefois, un sas est créé entre les voies départ Montsoult et retour Landy, et les six voies principales sont traitées, ainsi que les jonctions avec le dépôt de la Chapelle, les faisceaux marchandises de la Chapelle-Triage et la Chapelle-International, ainsi que les faisceaux de remisage du Landy. Afin d'alléger l'occupation des quais durant les travaux, plusieurs trains à destination ou en provenance de Beauvais sont déviés en 1957 et 1958 via Valmondois, Épluches et Conflans, afin d'être provisoirement reçus en gare de Paris-Saint-Lazare.
L'électrification progresse par étapes de Lille vers Paris via Longueau et Creil. Elle atteint Paris-Nord le 9 décembre 1958, où les installations sont mises sous tension. La caténaire 25 kV équipe d'emblée la totalité des voies 1 à 19, bien que le trafic de banlieue en direction de Pontoise, Valmondois, Montsoult ou Mitry continue à être assuré plusieurs années en traction vapeur. En 1961 et 1962, c'est au tour de la ligne de Creil à Jeumont de connaître l'électrification au titre du programme « Creil - Frontières » : la traction vapeur au dépôt de la Chapelle est alors condamnée. Les locomotives à vapeur, qui ont fait la réputation de vitesse de la Compagnie du Nord en tractant ses plus prestigieux rapides, disparaissent définitivement du paysage parisien, après cent-quinze ans de service. La plaque tournante ainsi que le parc à combustible du Landy disparaissent, les machines encore en service sur la liaison Paris – Beauvais, non encore diésélisée, s'approvisionnent alors au dépôt banlieue des Joncherolles.
Le 8 décembre 1970, avec l'électrification de la ligne d'Ermont - Eaubonne à Valmondois, la traction vapeur disparaît définitivement de la banlieue nord, mais également de la banlieue parisienne.

### Gare souterraine

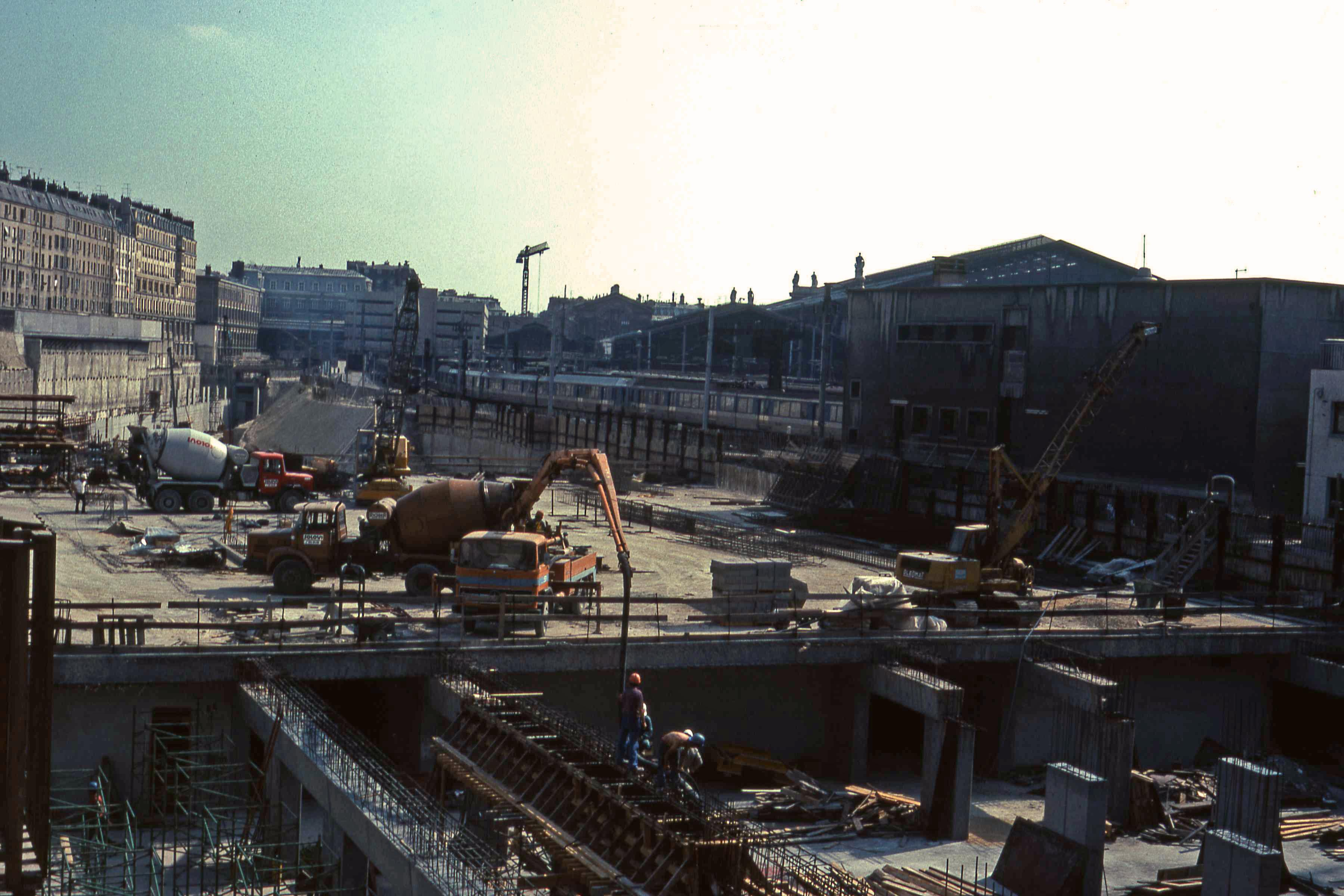
La construction de la gare souterraine, en 1979.

À la fin des années 1970, une gare banlieue est construite à l'est afin d'accueillir l'interconnexion nord-sud du réseau express régional en souterrain, et les autres lignes de banlieue en surface. Ce déplacement des voies banlieue de la halle principale permet de dégager cet espace en prévision de l'arrivée du TGV Nord, et de l'extension des dessertes de la grande couronne parisienne.
Elle permet en outre d'édifier une gare routière pour les nombreuses lignes de bus desservant la gare, au-dessus des nouvelles voies de surface de banlieue, les points d'arrêt étant jusque-là disséminés dans les rues adjacentes. Les correspondances plus aisées peuvent se réaliser grâce à des volées d'escaliers mécaniques reliant la gare routière et les voies banlieue, de surface et souterraines. En effet, à cette époque, la gare du Nord connaît une hausse importante de son trafic, avec un taux de progression le plus élevé des gares parisiennes qui fait doubler son trafic en quinze ans. Elle est en voie de dépasser la gare Saint-Lazare, jusqu'alors première gare du pays en fréquentation.
Cette opération d'une ampleur exceptionnelle est la neuvième opération du programme spécial de la SNCF et s'étale sur sept ans. Elle est approuvée par décision ministérielle le 7 février 1977. Grâce à l'expérience acquise avec l'édification des gares souterraines des gares de Lyon et d'Austerlitz, la SNCF prévoit la réalisation de ces travaux sur une durée la plus réduite possible. Contrairement aux deux opérations précédentes, il ne s'agit pas ici de construire de simples trémies d'accès, mais de remanier totalement en avant-gare la zone de trois kilomètres s'étendant du Pont-Marcadet au Landy, ponctuée de nombreux sauts-de-mouton.

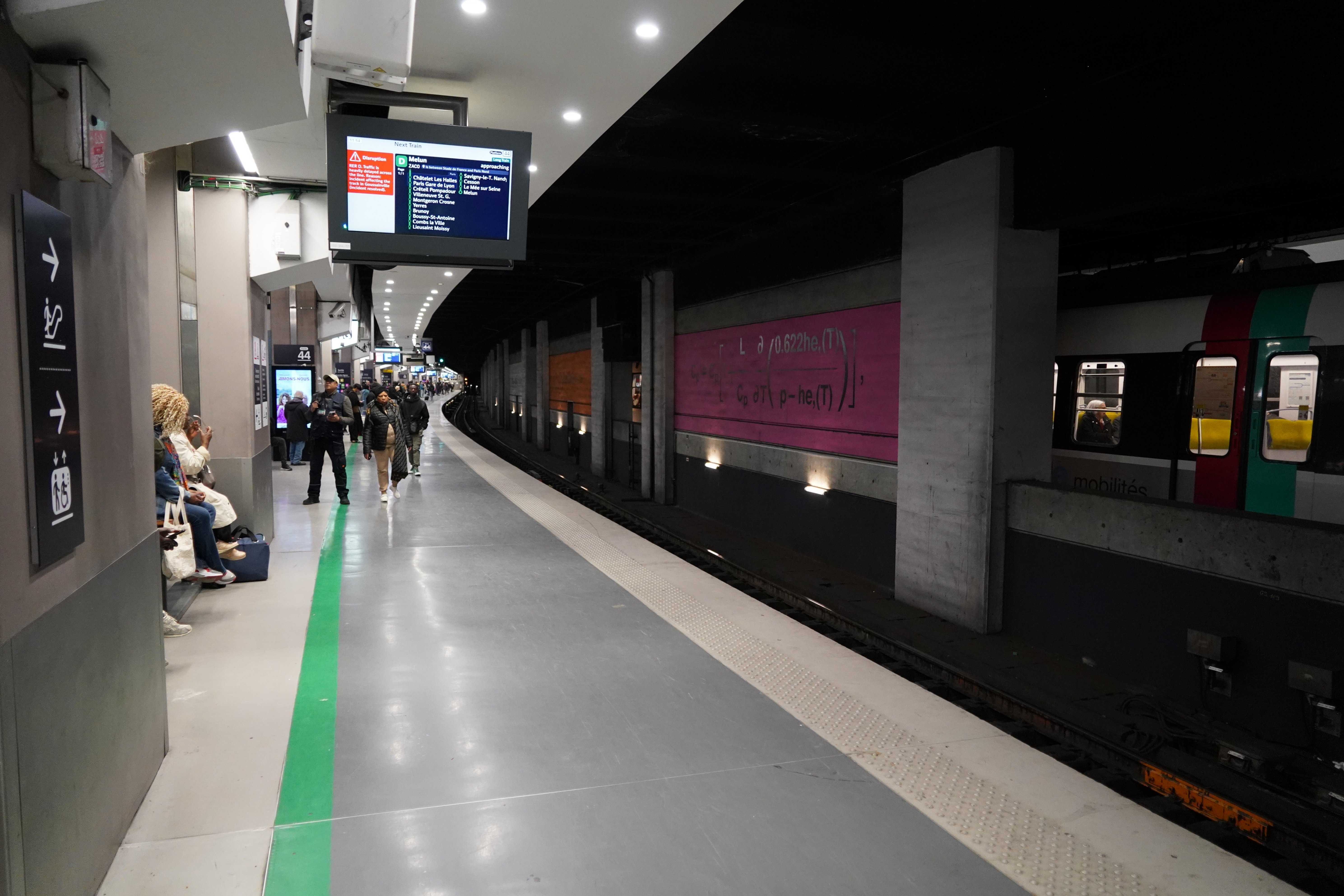
Le quai de la voie 44 de la gare souterraine de Paris-Nord, dédié à la desserte des RER D vers le sud.

La gare souterraine comporte deux niveaux, un niveau inférieur accueillant quatre voies encadrant deux quais de quatorze et dix-sept mètres de largeur, et un niveau intermédiaire, la mezzanine, permettant les échanges de voyageurs avec les lignes de surface, le métro et les lignes de bus. Le choix du site relève de plusieurs considérations. Il faut pouvoir excaver à ciel ouvert une zone de 315 m de long et 50 m de large sans perturber gravement l'exploitation de la gare. C'est le flanc est de la gare qui est choisi, à l'emplacement de trois voies de banlieue du groupe Mitry et de halles de messageries devenues inutiles. De plus, cet emplacement se situe à proximité des deux lignes de métro desservant la gare par le sud, la ligne 4 et la ligne 5, de la station La Chapelle sur la ligne 2 au nord, et de la gare de l'Est.
Les travaux démarrent dans leur phase active durant l'automne 1977. Ils entraînent en conséquence plusieurs changements : les haltes du Pont-Marcadet et de La Plaine-Tramways sont définitivement fermées, la desserte de la ligne de Saint-Ouen-les-Docks vers Ermont - Eaubonne est limitée à Saint-Ouen-Garibaldi, et le raccordement est de La Chapelle-Saint-Denis vers la ligne de Petite Ceinture est neutralisé.
Les travaux se répartissent en deux demi-gares est et ouest, ce qui permet de basculer progressivement les voies sans en interrompre un nombre trop élevé. Le 14 décembre 1980, la desserte de Mitry et Roissy est reportée sur les nouvelles voies banlieue de surface 34, 35 et 36. La desserte d'Orry-la-Ville est reportée des voies 11 à 13 de la gare principale aux nouvelles voies 31 à 33 le 18 juillet 1982. La demi-gare ouest est à son tour achevée durant l'automne 1982, avec ouverture des voies 41 et 43, ce qui permet de recevoir sur cette dernière les trains en direction de Villiers-le-Bel, et préfigure l'interconnexion du second degré, future ligne D du RER. La gare du Nord était, en 2013, la station RER la plus fréquentée du réseau francilien avec 58,9 millions de voyageurs qui y ont emprunté le RER B, soit 31 % de l’ensemble du trafic de la gare.
En 2015, à l'occasion de la COP21, les quais sont rénovés, la signalétique revue et les murs dotés d'une décoration du britannique Liam Gillick sur les recherches du météorologiste et climatologue japonais Syukuro Manabe.

### TGV Nord Europe

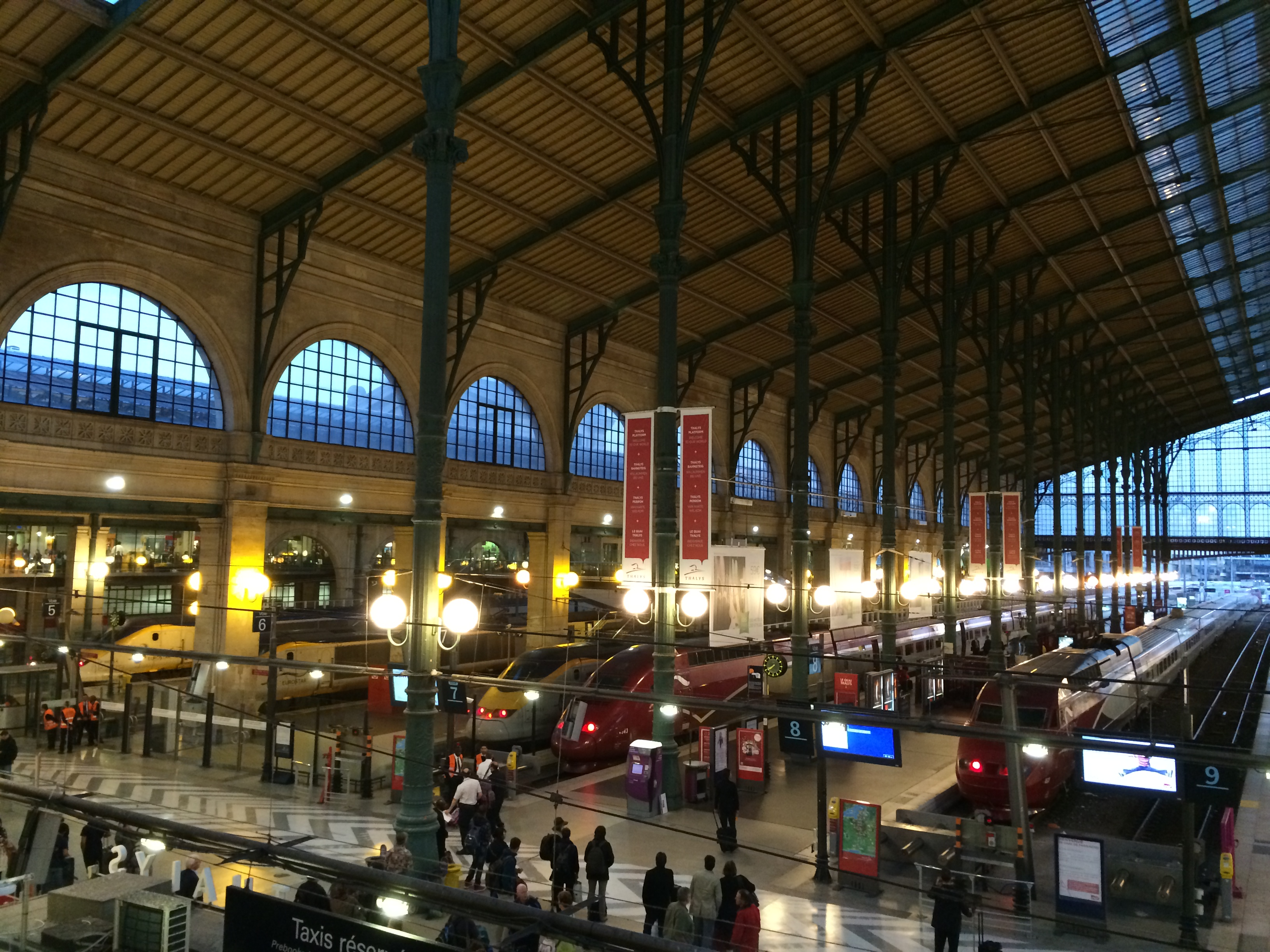
Les quais dédiés aux Eurostar et Thalys.

En 1993, l'arrivée du TGV Nord Europe puis, en 1994, des trains Eurostar impose une nouvelle campagne de travaux. Ceux-ci portent sur une réorganisation des voies, avec allongement à 405 mètres des quais de treize voies situées sous la grande verrière, le courant banlieue subsistant, vers Montsoult, étant déplacé vers les voies affectées à la banlieue en gare annexe. Un choix est donc fait de segmenter l'offre en quatre secteurs bien déterminés et indépendants :
1. Les réseaux internationaux (Thalys et Eurostar) ;
2. Les réseaux de grandes lignes nationales (Intercités et TGV) ;
3. Le réseau TER ;
4. Le réseau francilien (RER et Transilien).

Chaque branche commerciale est en effet indépendante, comporte des guichets particuliers, des kiosques d'accueil distincts. Les accès de la gare sont restructurés, avec une vision multimodale. Parallèlement, de nouvelles modifications sont apportées en avant-gare, avec la réalisation de sauts-de-mouton destinés à mieux séparer les voies principales des relations avec les chantiers du Landy, totalement réaménagés pour les rames du TGV avec l'édification d'un nouvel atelier. Un nouveau poste d'aiguillage type PRCI de 460 itinéraires est mis en service ; il couvre la zone s'étendant de la gare du Nord à la bifurcation de Gonesse, à quinze kilomètres sur la ligne de Paris-Nord à Lille, point de départ de la LGV Nord. Une cinquième voie est également posée entre la bifurcation de Stains, avec la ligne de Grande Ceinture, et celle de la LGV Nord afin de mieux dissocier les différents flux.

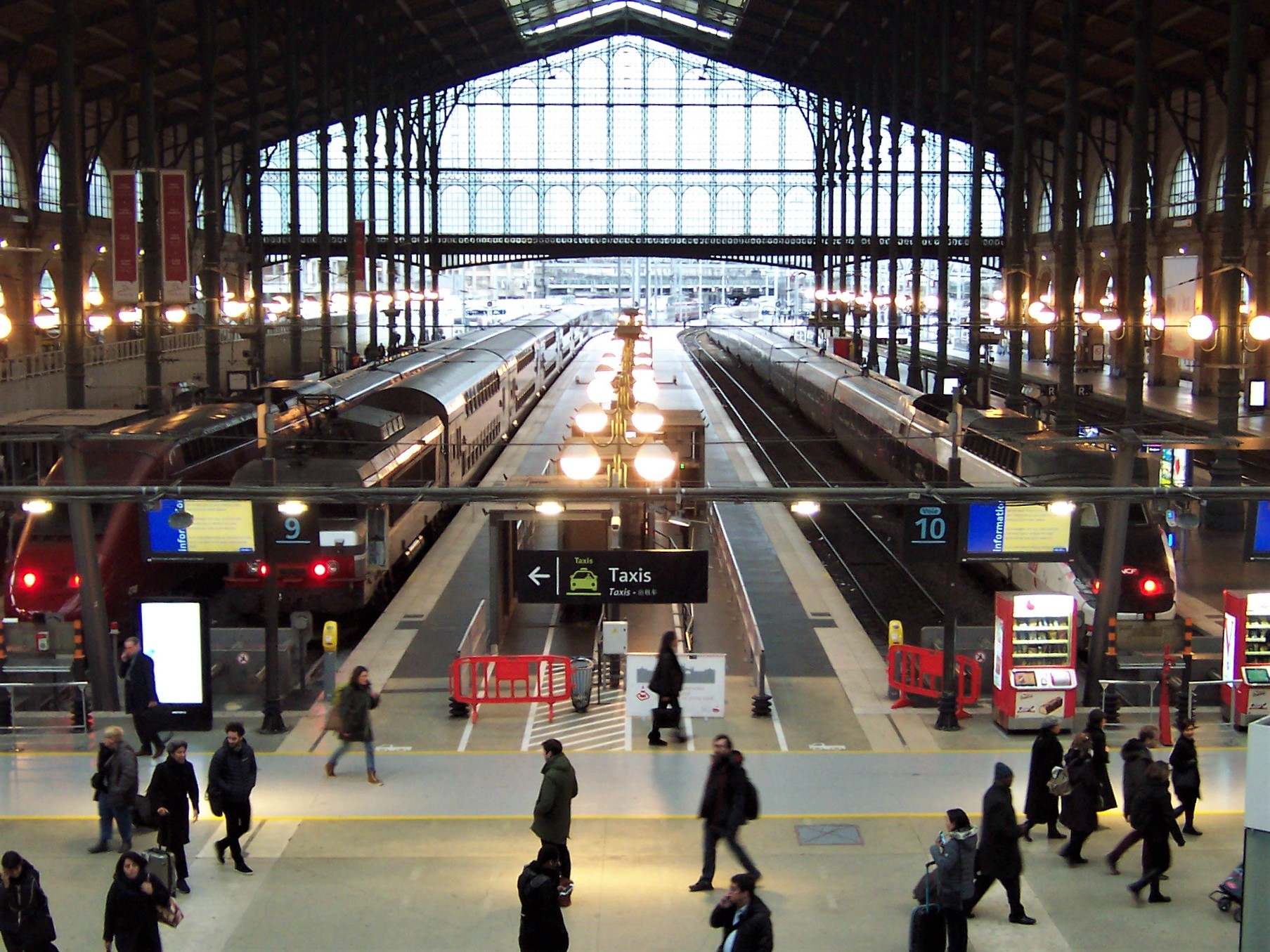
Voies de grandes lignes (hors Eurostar et Thalys).

Depuis ces travaux, les voies se répartissent ainsi :
- voie 1 : garage et retournement des machines, en attente de départ ou en provenance du dépôt ; garage des machines de secours sur la LGV ;
- voie 2 (ancien quai postal) : garage et retournement de rames et de machines ; départ des rames de pèlerins et des autres trains spéciaux ; réception de trains de voyageurs lors de perturbations (sans toutefois dépasser la longueur d'un TGV en unité simple) ;
- voies 3 à 5[32] : terminal Eurostar vers Londres, via le tunnel sous la Manche ;
- voies 6 à 8 : Thalys vers la Belgique, les Pays-Bas et l'Allemagne ; TER ;
- voies 9 à 16 : TGV Nord Europe, trains de grandes lignes et quelques TER ;
- voies 17 à 19 : TER et Intercités ;
- voies 20 et 21 : TER pour Laon et Beauvais ;
- voies 30 à 36 : gare de banlieue (Transilien) ;
- voies 41 à 44 (en sous-sol) : gare de banlieue (RER).

### Création du RER E

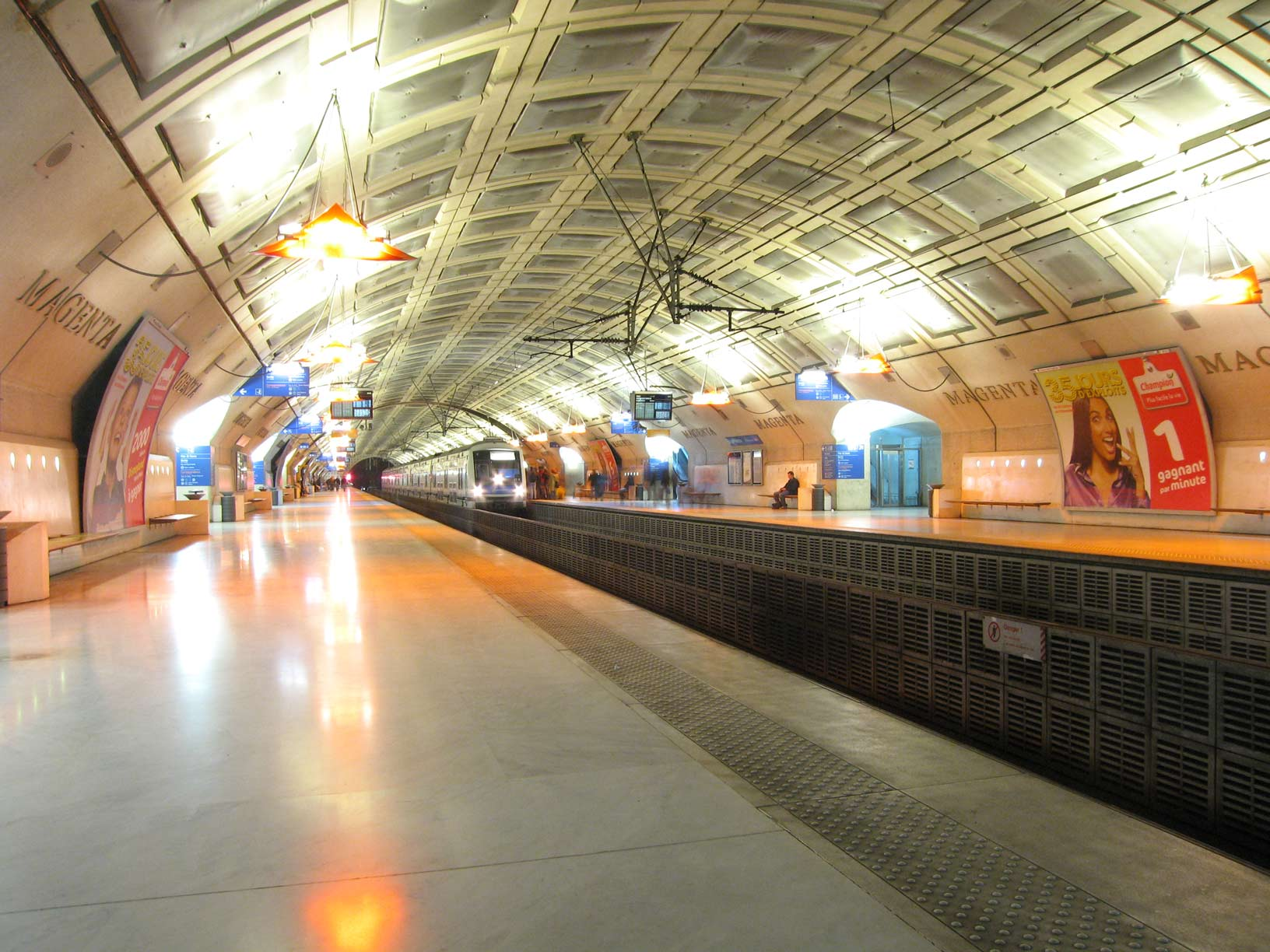
Les deux voies centrales de la gare de Magenta.

Lors de la conception du projet EOLE, destiné à relier la banlieue est à la banlieue Saint-Lazare par une nouvelle traversée souterraine est-ouest de la capitale, une vaste gare en sous-sol à quatre voies est prévue afin de relier la nouvelle ligne au pôle multimodal constitué par les gares de Paris-Nord et Paris-Est. Contrairement aux gares souterraines de Paris-Austerlitz, Paris-Lyon et Paris-Nord, cette gare n'est pas réalisée directement sous les voies de surface de la gare de l'Est, à l'origine des lignes de banlieue intégrées à la nouvelle desserte. Elle prend place dans une situation très profonde, en tréfonds d'immeubles, à proximité immédiate à l'est de la gare souterraine de Paris-Nord afin de faciliter les correspondances. La nouvelle gare est inaugurée avec la ligne E du RER en présence du Premier ministre de l'époque, Lionel Jospin ; elle porte le nom de Magenta, du nom du boulevard situé à proximité, la ligne E étant, parallèlement, assortie de la couleur magenta. Une plaque rappelle cette inauguration à hauteur de l'accès du niveau zéro en gare du Nord (face aux guichets Transilien).
Gare spacieuse située à 30 mètres sous le niveau du sol naturel, elle est directement reliée par un accès aux lignes B et D du RER ainsi qu'aux lignes Transilien H et K ; un autre accès permet une liaison directe avec la gare « grandes lignes ». La gare de Magenta n'est en revanche reliée à la gare de l'Est que par la voie publique, en empruntant la rue d'Alsace, en attendant le prolongement — sur 60 mètres, sous la rue La Fayette — du tunnel Château-Landon existant sous la gare de l’Est, jusqu’à la gare RER de Magenta, liée, elle, à la gare du Nord. Cette gare possède une architecture identique à celle d'Haussmann - Saint-Lazare, terminus occidental de la ligne E jusqu'en mai 2024.

### Opération «Gare du Nord Échanges»

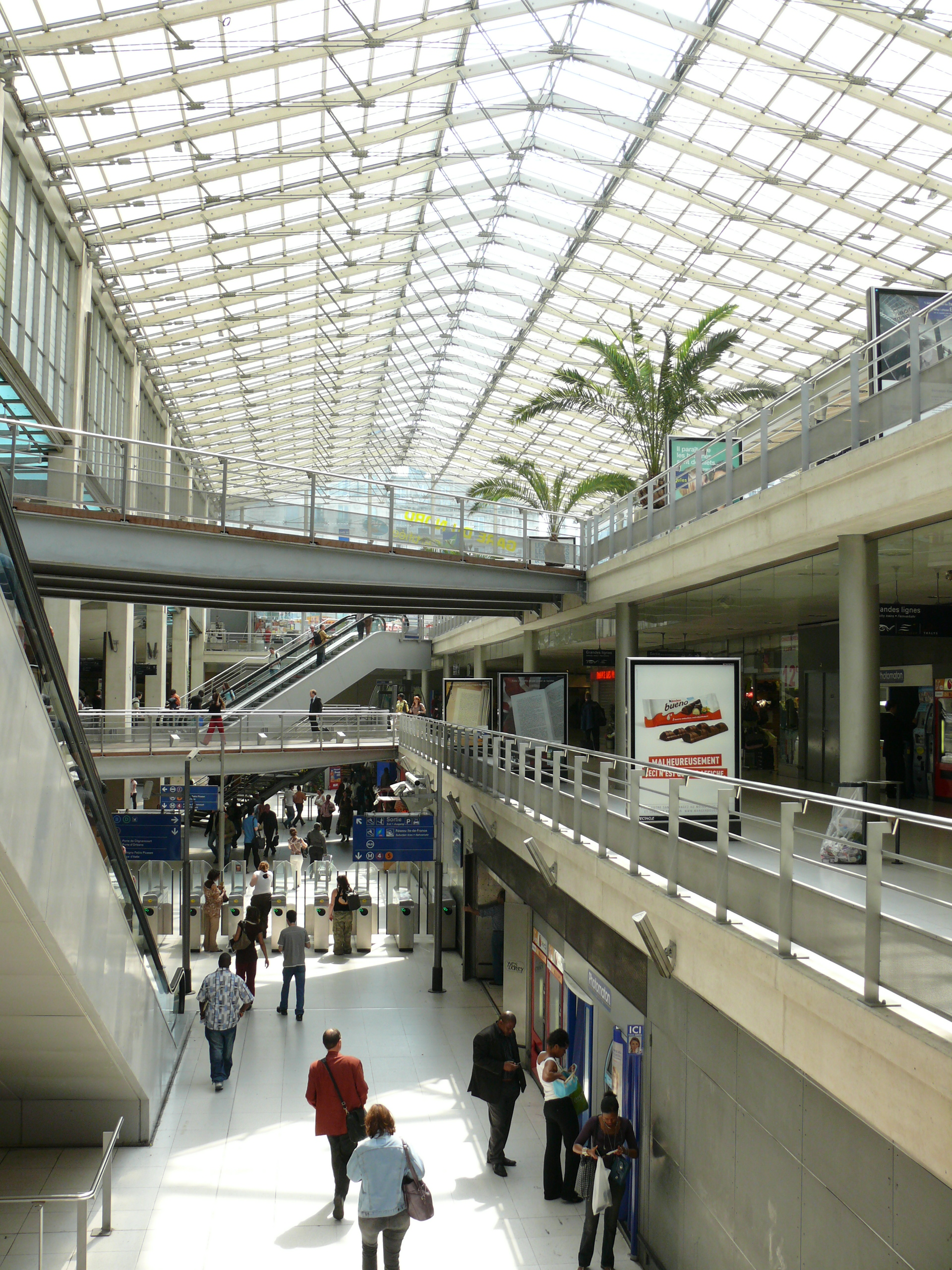
Le nouveau pôle d'échanges banlieue.

En 1997, la SNCF et la RATP présentent une vaste opération baptisée « Gare du Nord Échanges ». Celle-ci a pour objectif le réaménagement du pôle banlieue de la gare, afin d'en améliorer l'accueil, la sécurité et la fluidité des itinéraires de correspondance dans un contexte de croissance constante du trafic. En effet, après l'arrivée du TGV Nord en 1993, qui a provoqué une forte hausse du trafic de grandes lignes, l'arrivée de la ligne E du RER en 1999 doit encore en accroître la fréquentation. Les travaux s'étendent de 1998 à 2001, pour un coût total de 250 millions de francs, financés par les deux exploitants ainsi que la région Île-de-France et le Syndicat des transports parisiens (désormais Île-de-France Mobilités).
En 2001, une partie de la gare annexe banlieue est réaménagée : deux verrières permettent à la lumière naturelle d'éclairer le pôle d'échanges (conçu par Jean-Marie Duthilleul, Étienne Tricaud et Daniel Claris[réf. nécessaire]), sur cinq niveaux, situé entre la gare souterraine et le métro. Elles remplacent le parking multi-niveaux Setex ainsi que la rampe de sortie des autobus édifiés à droite de la façade d'Hittorff, lors de la construction de la gare banlieue à la fin des années 1970. La gare en sous-sol est entièrement rénovée ; ses carreaux d'origine en céramique de couleur turquoise sont intégralement retirés des murs qui sont repeints en orange. La gare est repensée pour être plus attractive et sécurisante : une quarantaine de nouveaux commerces sont inaugurés en novembre 2002 dans la mezzanine de la gare souterraine, portant à une centaine leur nombre total au sein de l'établissement. Établis sur une surface totale de 3 500 m2, leur activité se répartit à 35 % dans l'alimentation, 26 % dans l'équipement de la personne, 18 % dans l'hygiène-beauté, 17 % dans les loisirs et 4 % dans les services. Le succès commercial rencontré à la suite de cette première expérience dans une gare majeure du réseau, pousse alors à sa généralisation dans d'autres établissements, à commencer par la proche gare de Paris-Est, réaménagée avant l'arrivée du TGV Est en 2007. L'implantation de commerces dans les gares permet à la SNCF d'engager la valorisation immobilière de son patrimoine, mais également de réduire les vastes surfaces disponibles au public, considérées comme trop coûteuses à sécuriser.

### Un contexte social difficile

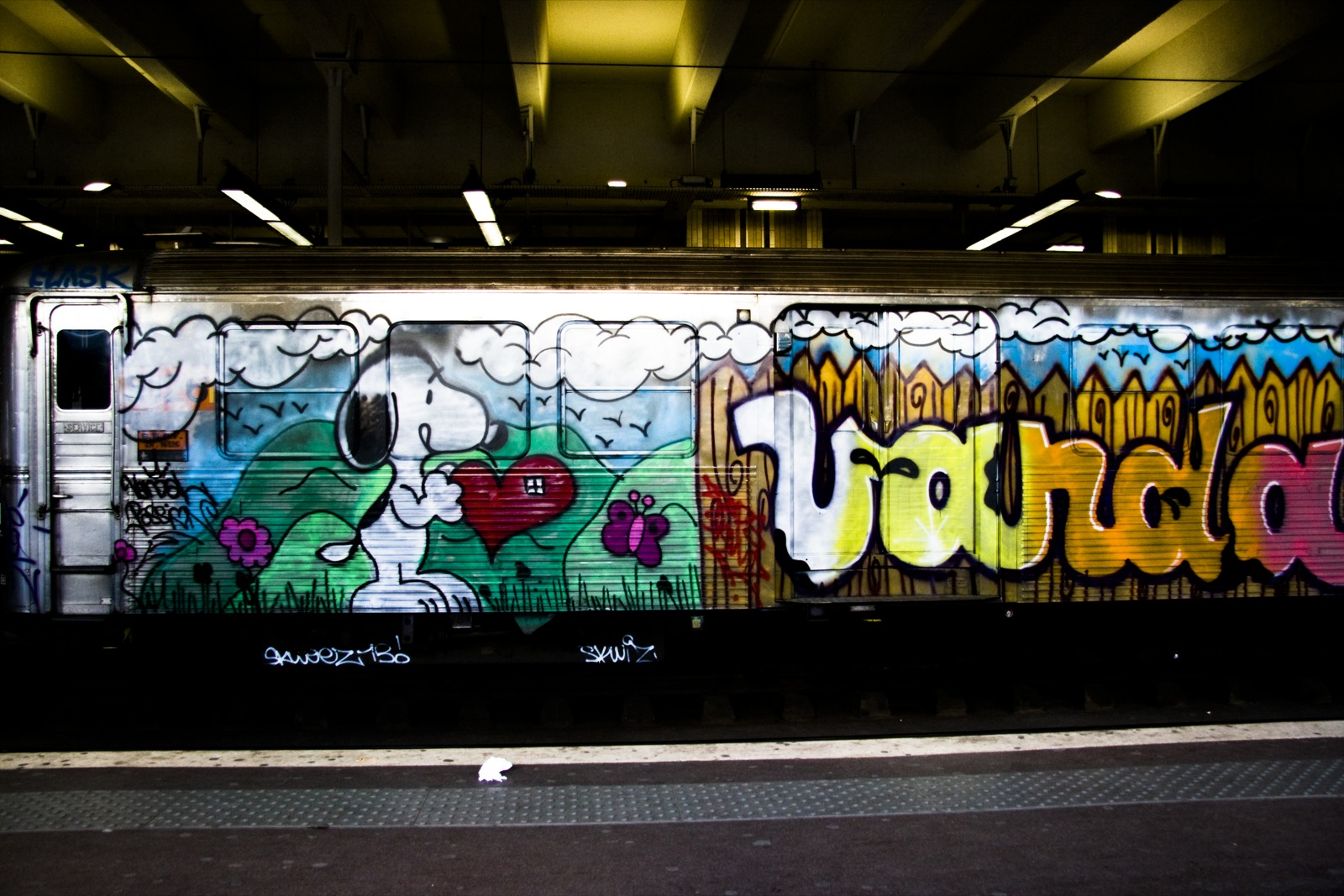
Une rame de banlieue de type Z 6100, vandalisée, en gare de surface.

La gare du Nord dessert la banlieue nord de Paris, qui concentre une partie importante des difficultés sociales de la région. En raison de sa fréquentation importante et de la géographie sociale des banlieues desservies, elle est régulièrement devenue le théâtre de divers affrontements.
Le 27 mars 2007, la gare est le théâtre d'une émeute déclenchée après le contrôle d'un voyageur sans titre de transport. Le contrôle aurait dégénéré en arrestation violente selon les émeutiers ; les agents RATP affirment quant à eux s'être défendus face à l'agressivité de la personne contrôlée. L'impact médiatique de cet évènement à moins d'un mois du premier tour de l'élection présidentielle française de 2007 a relancé le thème de l'insécurité dans la campagne. Le 27 juillet 2007, vers 19 h 30, un nouveau contrôle d’identité a mal tourné à la gare du Nord : un homme d'une quarantaine d'années a été grièvement blessé par balles, par des policiers effectuant un contrôle d’identité. Selon les policiers, l’homme aurait sorti de la poche de sa veste une arme, un pistolet à grenailles ou un pistolet automatique. L’homme est décédé des suites de ses blessures dans la nuit du 27 au 28 juillet.
Le 2 septembre 2007 en début de soirée, de nouveaux affrontements entre bandes rivales de jeunes ont eu lieu dans la gare souterraine avant d'être dispersés par la police et de se poursuivre au niveau d'un café situé au 96, rue Lafayette ; il s'agit de la seconde vague d'affrontements en moins d'une semaine en ce lieu. À la suite de ces évènements qui mettent en lumière le climat croissant d'insécurité en Île-de-France, le Premier ministre qui s'est rendu sur les lieux promet l'installation de caméras de vidéosurveillance partout dans la gare.
La gare abrite au premier sous-sol de la gare de banlieue un commissariat de police, qui accueille la brigade des réseaux ferrés,. Le 14 juin 2010, lors d'une visite à la gare durant une opération de police, Brice Hortefeux, ministre de l'Intérieur, annonce vouloir « faire de la sécurisation de la gare du Nord un exemple », et évoque une baisse de la délinquance de 20 % depuis le début de l'année.
Outre les problèmes sociaux, la forte fréquentation du réseau de Paris-Nord entraîne d'importantes conséquences en cas d'interruption du trafic ferroviaire. À plusieurs reprises, comme le 15 juillet 2009 à la suite de feux de talus provoqués par un incendie dans un camp de Roms,, ou le 7 novembre 2012 à la suite d'une panne électrique, des interruptions totales de trafic ont engendré d'importantes perturbations pour des dizaines de milliers de voyageurs, dérivant parfois vers des actes de violence envers le personnel de la SNCF. Le quartier des gares du Nord et de l'Est constitue lui-même de longue date le cadre de violences et d'incivilités, ce qui a donné lieu à une manifestation de riverains le 1er décembre 2012 demandant des moyens policiers pour y mettre fin.
Par ailleurs, une attaque à l'arme blanche s'est déroulée dans la gare le 11 janvier 2023. Le suspect (un Libyen ayant l'obligation de quitter le territoire français) a blessé six personnes, avant d'être à son tour blessé lors de son arrestation par des policiers.

### De nouveaux réaménagements
D'ici à 2018, un important chantier visant à réaménager et réorganiser la gare est conduit par la SNCF. Il s'agit notamment d'améliorer les flux de voyageurs, de créer des nouveaux commerces, et, de manière générale, d'améliorer l'ambiance des lieux.
Ce programme comprend :
- un plan d’action à court terme conduit depuis 2014 qui a consisté, entre autres, à nettoyer des verrières, à rénover des escaliers, à moderniser l'éclairage et à mettre en place des écrans d'information ;
- et un programme de modernisation à réaliser sur quatre ans (2014 – 2018). Ce volet, axé sur la qualité du service rendu pour rendre la gare plus pratique, prévoit notamment la création d'un centre d'affaires, l'ouverture d'une brasserie et d'un commerce consacré à la culture et aux loisirs, la mise en place de nouveaux espaces de vente et d’information[52].

Un autre projet d'envergure est acté en juillet 2018, pour une livraison prévue en 2024, dans la perspective de l'accueil des Jeux olympiques à Paris, et afin de supporter une augmentation de 30 % du trafic d'ici à 2030. Ce ne sont pas moins de 600 millions d'euros qui doivent ainsi être investis par la SNCF et son partenaire Ceetrus, la filiale d’immobilier commercial du groupe Auchan. Le chantier sera conduit par le groupe Eiffage. La partie banlieue de la gare doit subir le plus de transformations. Une importante végétalisation, l'installation de panneaux solaires, la création d'un jardin public sur le toit ainsi que des espaces de sport et de travail doivent voir le jour. Face à l'afflux attendu de nouveaux passagers, les espaces de circulation de la gare doivent être plus que doublés, la surface commerciale devant quintupler et des espaces culturels apparaître. Au total, la superficie de la gare doit passer de 36 000 m2 à 110 000 m2. Un garage à vélos de 1 200 places serait situé à l'entrée de la gare. Ce projet doit se réaliser dans le cadre d'une société d'économie mixte (StatioNord) créée entre les deux partenaires, qui verra la SNCF devenir à terme un actionnaire minoritaire de la gare du Nord.
Le 6 juillet 2020, le préfet de la région Île-de-France, Michel Cadot, délivre le permis de construire de rénovation et d'agrandissement de la gare, et donne son feu vert au projet présenté par la SNCF et son partenaire Ceetrus. La ville de Paris et un collectif de citoyens ont toutefois déposé deux recours gracieux auprès du préfet, alors qu'un autre collectif de citoyens a déposé un recours contentieux devant la cour administrative d’appel de Paris.
En novembre 2020, un accord est conclu entre les promoteurs du projet et la municipalité : ce projet est revu à la baisse en termes de taille et de nombre de commerces (15 % de moins, soit 7 500 m2) ; la nouvelle partie affectée aux départs des trains de grandes lignes devrait être prête à temps pour les JO de 2024, tandis que le reste des aménagements ne devrait l'être qu'en 2025.
En septembre 2021, la SNCF abandonne le projet de construction du centre commercial, en raison de son coût (1,5 milliard d'euros au lieu des 600 millions prévus initialement) et du non-respect des délais, les travaux ne pouvant être achevés avant les JO de 2024 et la Coupe du monde de rugby de 2023 comme c'était prévu. En conséquence, la société Ceetrus est condamnée en septembre 2023, par le tribunal de commerce de Paris, à verser 47 millions d'euros à SNCF Gares & Connexions. Nonobstant, les réaménagements des espaces existants pour les voyageurs sont maintenus ; ce chantier commence fin 2022 et se termine en juin 2024, en attendant 2027 pour une seconde étape de modernisation.

## Architecture

### Reconstruction et agencements

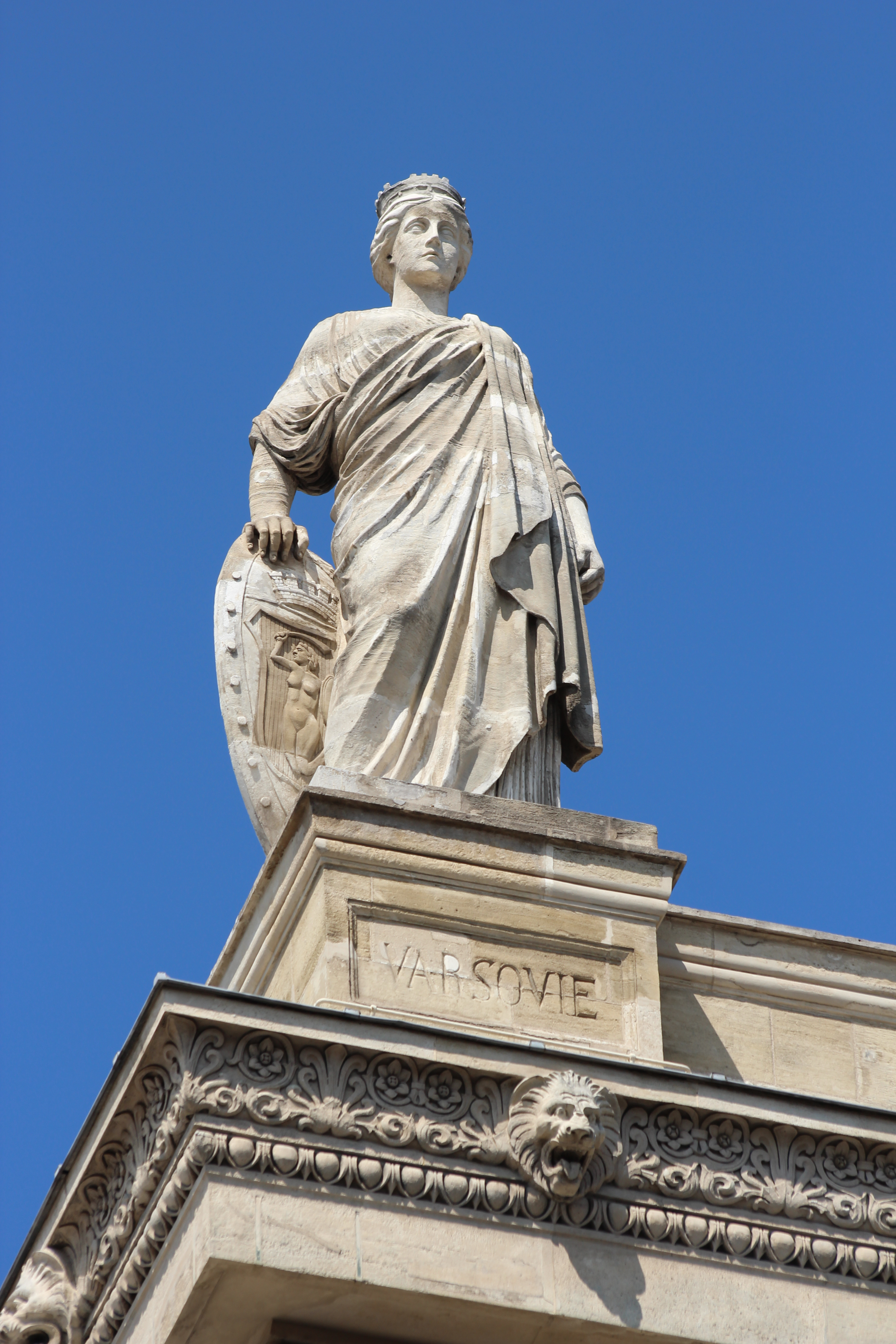
Statue de 5.5 m de haut représentant Varsovie.

En 1861, l'architecte Jacques Ignace Hittorff prend la direction des travaux de reconstruction de la gare du Nord. Il modifie les premières esquisses déjà réalisées et conçoit un nouveau bâtiment de style néoclassique moderniste, construit en forme de « U » selon l'usage de l'époque. Cette configuration permet d'élever une façade monumentale marquant l'entrée du chemin de fer dans la ville ; mais elle limite également les possibilités d'extension ultérieure du nombre de voies. D'inspiration romaine, la façade est organisée autour d'un pavillon central formant un arc de triomphe encadré de deux pavillons plus petits. Elle se caractérise par l'utilisation de gros blocs de pierre.
La façade est ornée de vingt-trois statues commandées à treize éminents sculpteurs de l'époque, représentant les principales villes desservies par la compagnie. Les statues les plus majestueuses, qui couronnent l'édifice, sont hautes de 5,50 m. Elles illustrent la tête de ligne et ses destinations internationales lointaines (Paris, Londres, Berlin, Francfort, Varsovie, Amsterdam, Vienne, Bruxelles…) ainsi que les destinations nationales, figurées par des statues posées sur la façade et moins hautes, de seulement 4 m. L'effet de la perspective dissimule depuis la voirie publique cette différence de hauteur d'1,50 m. Si la présence de statues en façade d'une gare est courante à l'époque, la hiérarchie entre grandes destinations internationales et villes plus modestes est en revanche originale. La statue de Paris, sculptée par Pierre-Jules Cavelier qui réalise également celles de Boulogne et de Compiègne, coiffe naturellement le sommet de la façade. Les autres statues sont l'œuvre notamment de Charles Gumery pour Amsterdam, Gabriel-Jules Thomas pour Francfort, et Jean-Louis Nicolas Jaley pour Londres et Vienne. La ville de Rouen, qui est desservie à partir de la gare au XIXe siècle, figure également,.
Les colonnes de la halle datent de 1862 et ont été en majeure partie fabriquées à Glasgow (Écosse), où se trouvait la fonderie Alston & Gourlay, initialement la seule capable de réaliser des pièces d'aussi grandes dimensions. Cependant, les dernières colonnes ont été réalisées par la fonderie française PG Pottier située au 20 rue de Valenciennes (actuelle rue Curial) à La Villette, comme l'atteste une plaque apposée sur quelques colonnes. Ces colonnes permettent d'évacuer les eaux pluviales des toitures. La charpente en fer et en fonte est portée par deux rangées de colonnes.
À l'intérieur, le bâtiment des départs abrite à sa création de nombreuses salles d'attente, réparties par destination et par classe, ainsi que plusieurs services dont une salle des pas perdus, les guichets de vente des billets ou encore des messageries. Le bâtiment des arrivées abrite, quant à lui, les services de douane et l'étalage destiné au retrait des bagages. Si la décoration est globalement sobre, les salles d'attente sont en revanche décorées de lambris et peintes en imitation de marbre, figurant des pilastres et des chapiteaux, ainsi que des motifs figurant l'industrie. Au XXIe siècle, seule subsiste la grande verrière et ses colonnes de fonte, l'aménagement du bâtiment ayant évolué en fonction des contraintes de l'exploitation.
Au début des années 1980, l'entresol, aménagé dans la salle des pas perdus de grandes lignes de 1864, accueille les services du train transmanche (guichets, douanes, attente confortable, bar…). Une passerelle en bois mène les voyageurs aux quais dédiés, protégés des autres par des baies vitrées. Cette zone d'embarquement sera revue en 2004, pour plus de fluidité et de services. Cette même année, le designer Philippe Starck signe la décoration des salons privés de la clientèle de 1re classe.
En 1998, dans le cadre des travaux réalisés pour accueillir le TGV Nord Europe et l'Eurostar, un vaste balcon est créé en tête de la gare, contre l'ancienne façade d'entrée et le flanc ouest, offrant à la fois des vues sur la halle et sur la ville, grâce aux baies vitrées, et donnant aussi accès à la salle d'embarquement de l'Eurostar.
Une campagne de restauration des façades, débutée en décembre 2008, s'est achevée en septembre 2010 ; cinq cents tonnes de matériel ont été mises en place pour la réalisation des travaux. Depuis le 16 octobre 2014, la façade historique du bâtiment des voyageurs est mieux mise en valeur par un nouvel éclairage conçu en partenariat entre la Ville de Paris et la SNCF.

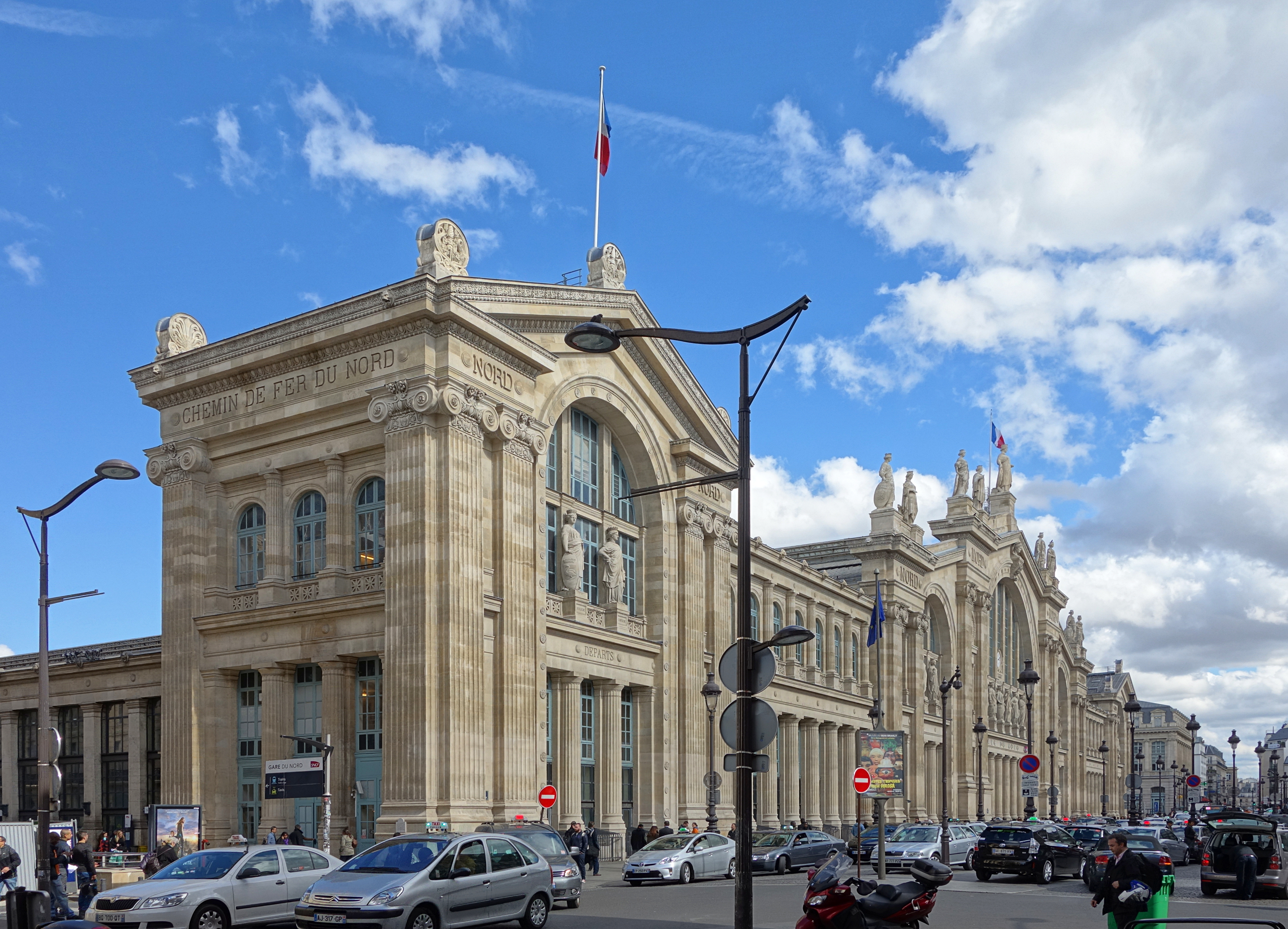
Vue en biais de l'ensemble de la façade principale.
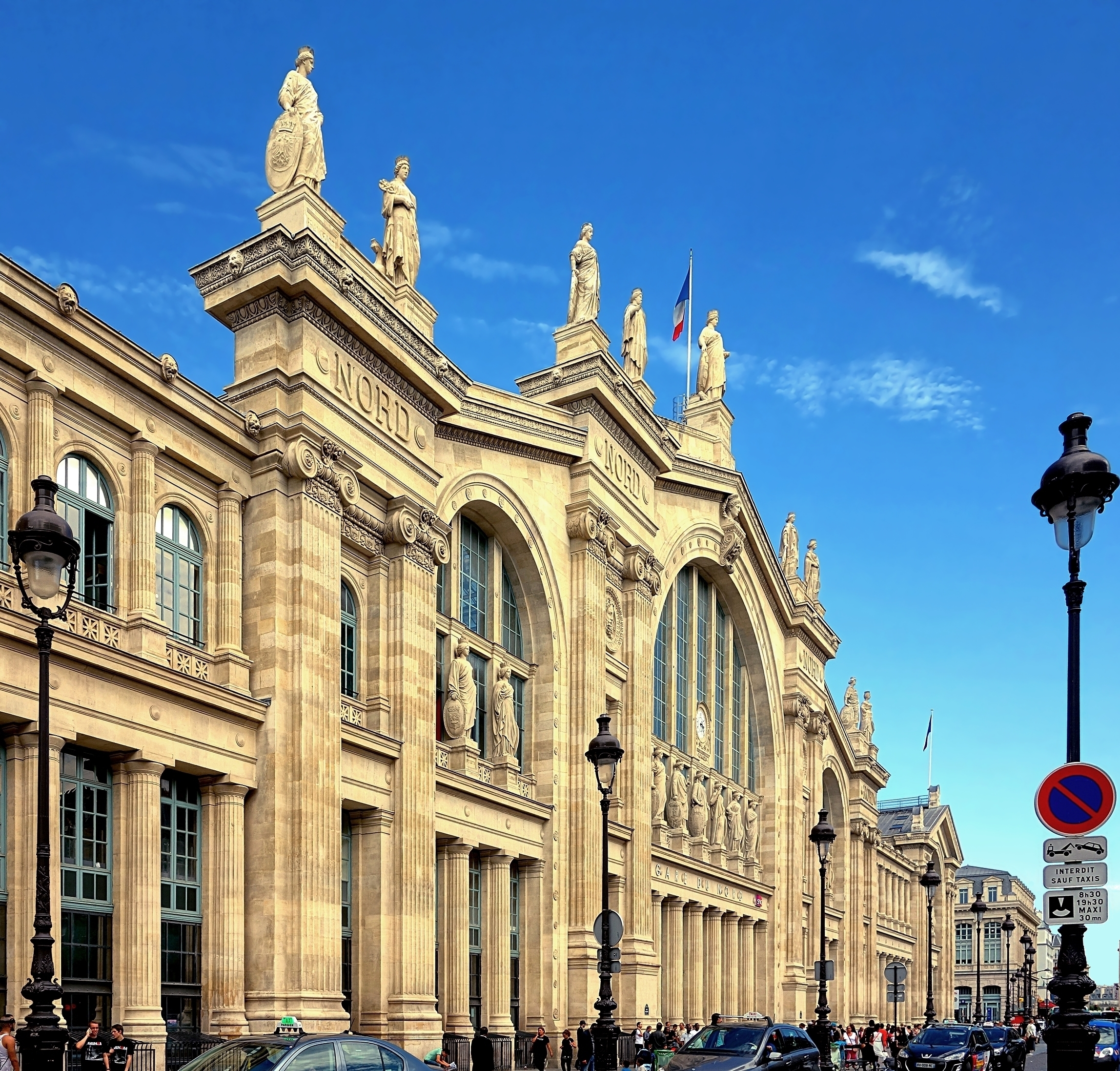
Partie centrale de la façade.
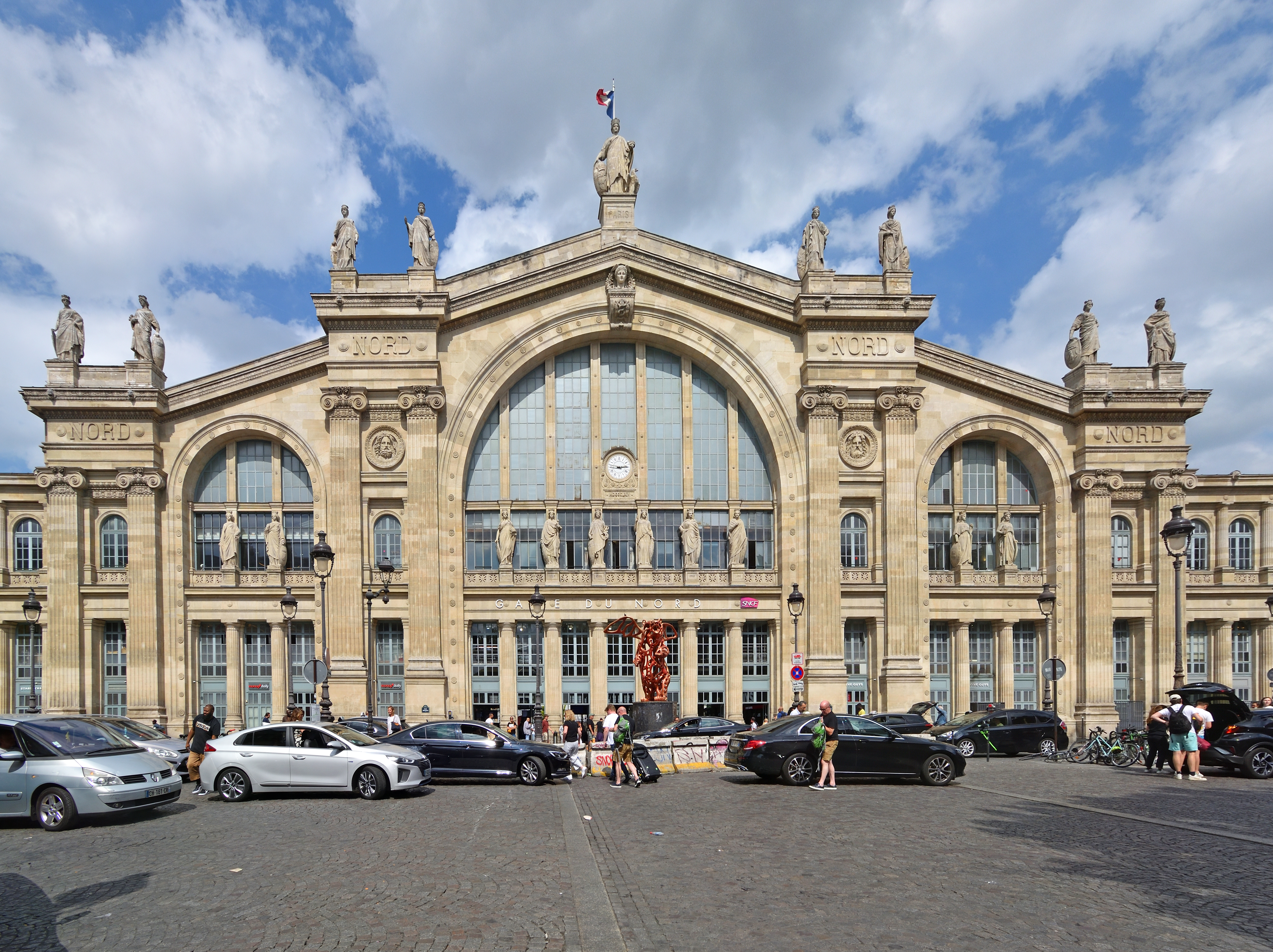
Partie centrale de la façade, de face.
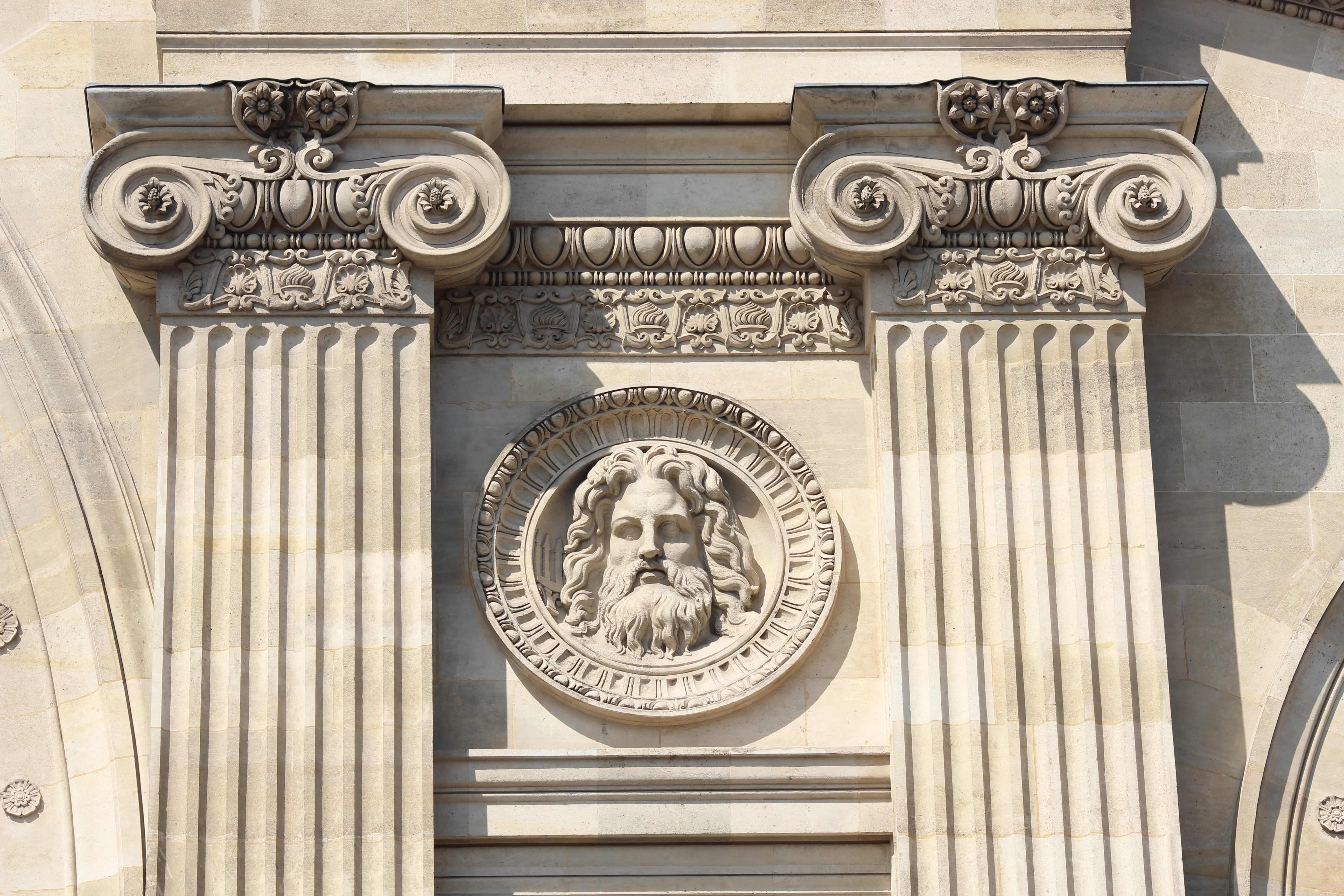
Détail de la façade.
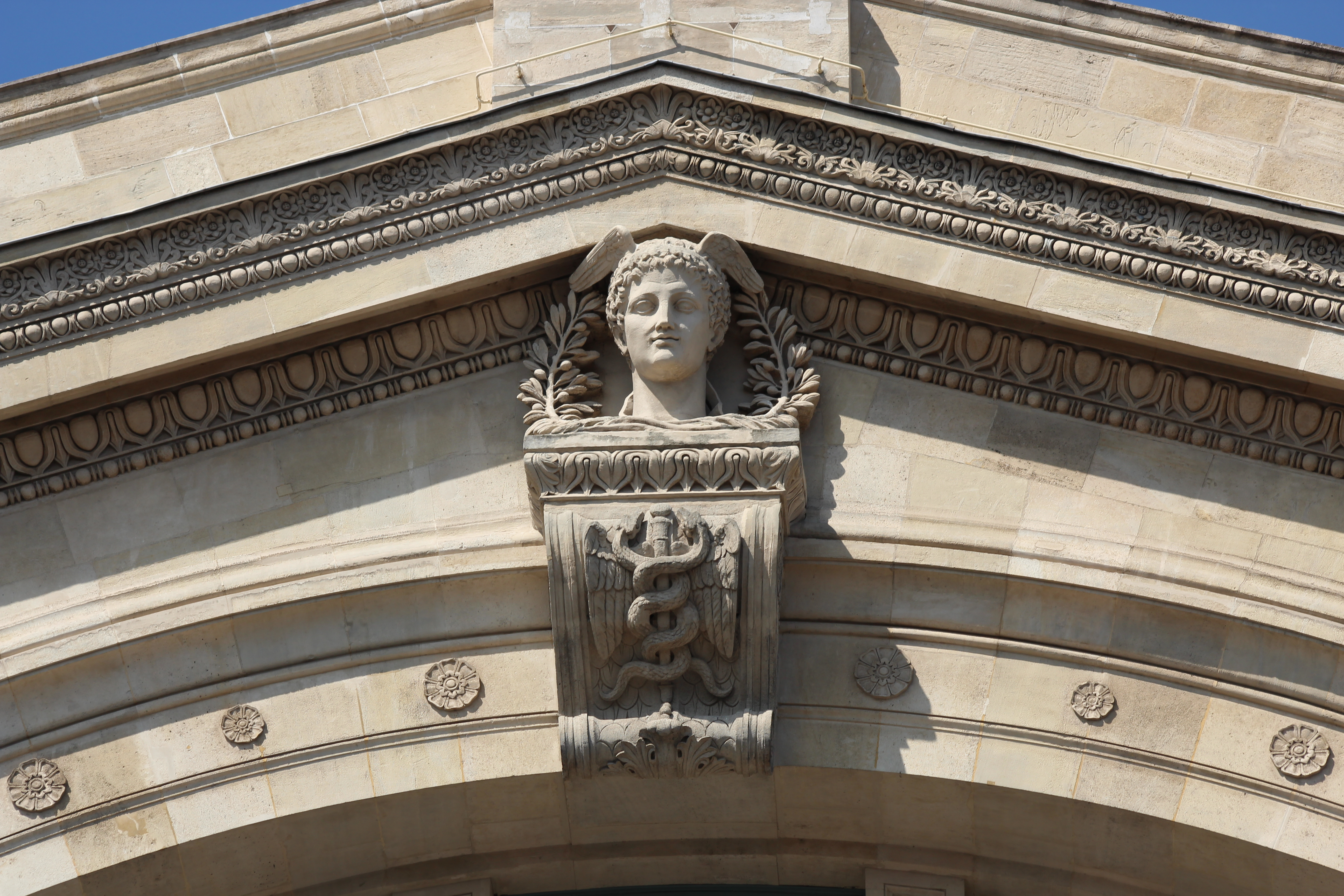
Détail de la façade.
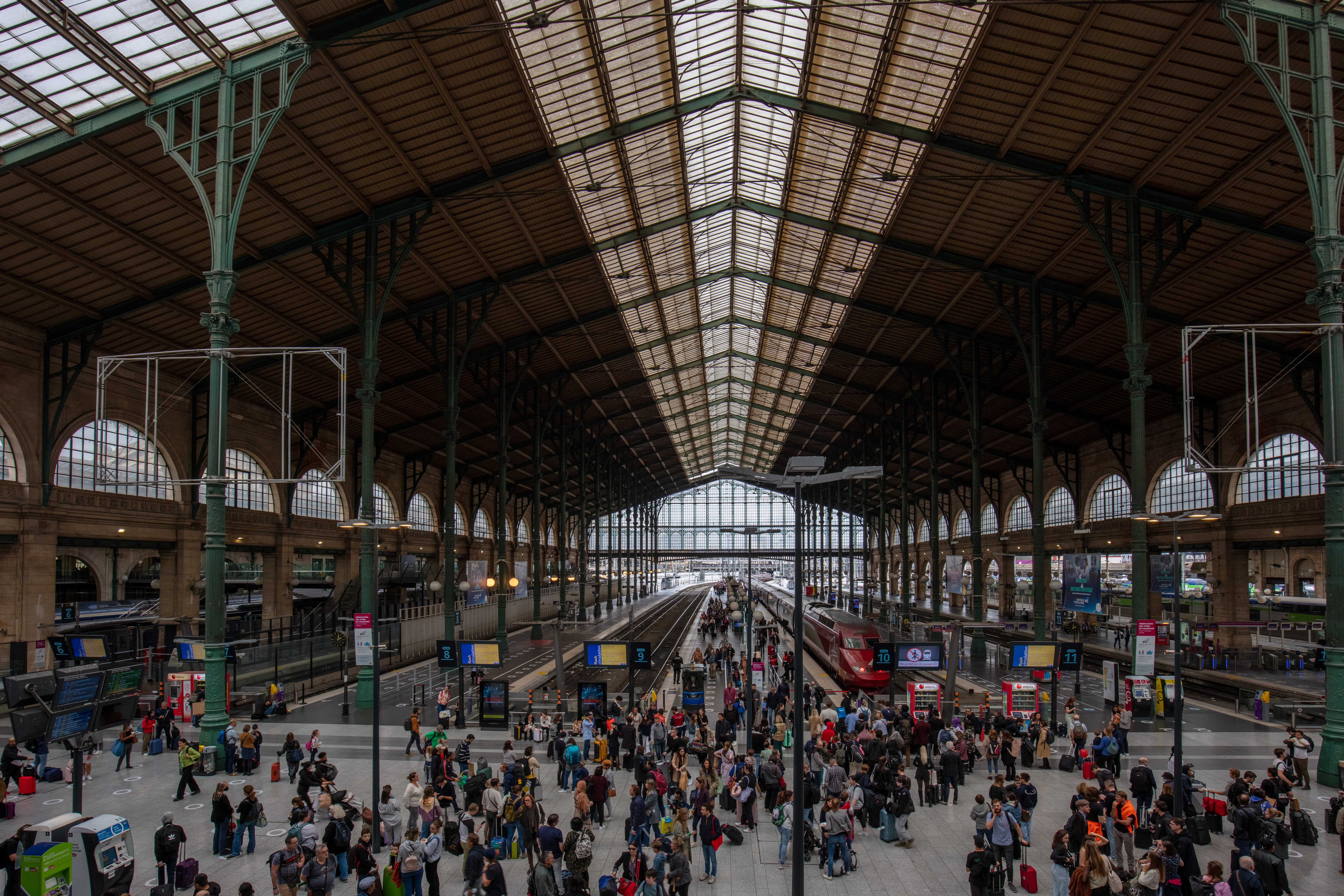
La halle centrale.

### Buffet de gare
Le Buffet de la gare est le restaurant renommé d'une grande gare, à ne pas confondre avec la Buvette ou le café de la gare.
L'hôtel Terminus-Nord, face à la gare, et son restaurant 1925 de style Art déco, ont été rénovés pour l'arrivée de l'Eurostar.
L'ancien buffet La Flèche d'or, du nom du mythique service « train + bateau » de première classe qui circula entre la gare du Nord et Londres-Victoria de 1926 à 1972 (sauf pendant l'Occupation), qui était situé à l'intérieur de la gare, a été remplacé par une brasserie, L'Alizée, aujourd'hui fermée, tandis que les salons de réception, situés au-dessus, ont été conservés pour des manifestations de prestige.
Un nouveau buffet, L’Étoile du Nord (du nom du célèbre express Paris – Bruxelles – Amsterdam), exploité par le chef Thierry Marx, près de la voie 19, ouvre le 16 novembre 2016, mais ferme le 8 novembre 2019.

## Urbanisme

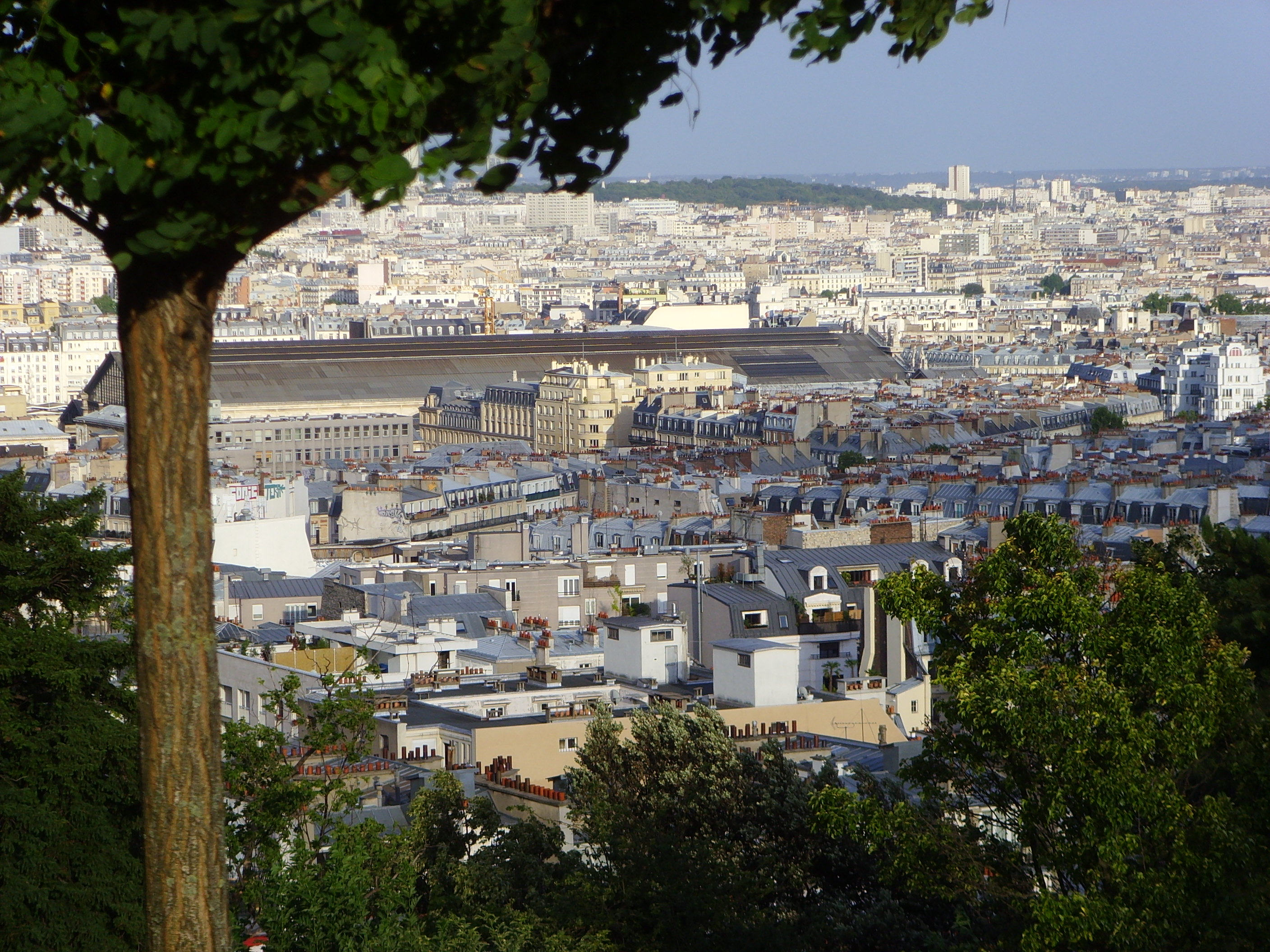
La vaste halle de la gare du Nord, vue de Montmartre.

La réalisation de deux gares dans le quartier de l'église Saint-Vincent-de-Paul durant les années 1840 provoque l'émergence de différents projets urbanistiques. À cette époque, le quartier Poissonnière est en plein développement, avec la réalisation à sa marge des deux gares du Nord et de Strasbourg ainsi que de l'hôpital Lariboisière. Le 14 mai 1845, les terrains environnant la gare du Nord, dits du « clos Saint-Charles », dépendance du vaste enclos Saint-Lazare, sont acquis par James de Rothschild, qui acquiert également la Compagnie du Nord en 1846. Mais la plus-value espérée de son opération immobilière tarde à venir, le contexte économique et politique devenant rapidement défavorable avec la Révolution de 1848, puis l'élection du prince-président, devenu Napoléon III, dont la famille de Rothschild n'a pas les faveurs, contrairement aux frères Pereire. Haussmann boude les projets de James de Rothschild, et il faut attendre 1857 pour voir les premières constructions se réaliser.
L'approche de l'Exposition universelle de 1855 met fin à cette paralysie : la Compagnie du Nord prévoit l'agrandissement de sa gare, tandis que la Ville décide la réalisation de voies d'accès. Le 19 novembre 1855, un décret déclare d'utilité publique l'ouverture de nouvelles rues et l'élargissement de voies existantes. La Compagnie reçoit l'autorisation d'élargir la gare en 1857, mais ces travaux ne sont achevés qu'en 1865.
Le parvis de la gare est réaménagé par la Mairie de Paris en 2005-2006 (éclairage, pavage, voies de bus, de taxis, passages piétons, etc.). L'ancienne cour des départs, couverte d'une toile géotextile, accueille dorénavant les arrivées. En 2015, pour symboliser le réchauffement climatique, une œuvre de Leandro Erlich, Maison fond, représentant un immeuble parisien en train de fondre, est installée sur le parvis, en marge de la COP21. Quelques jours plus tard, une sculpture monumentale de Richard Texier, Angel Bear, est également érigée sur le parvis : un ours ailé qui symbolise la fonte de la banquise.

## Desserte voyageurs

Les différentes zones desservies en fonction de la gare parisienne d'origine (en 2014) ; celle de la gare du Nord est en bleu.

Flux piétons entre les lignes H / K et le métro, un matin de novembre 2017.

En termes de trafic voyageurs, c'est de loin la plus importante gare ferroviaire du réseau de grandes lignes de la SNCF, avec 190 millions de voyageurs en 2008, soit 550 000 par jour ouvrable dont près de 400 000 pour le seul secteur banlieue. C'est également la première gare d'Europe en trafic et la seconde au monde pour sa capacité voyageurs.
En 2018, selon les estimations de la SNCF (grandes lignes, Transilien H et K, RER D), la fréquentation annuelle de la gare est de 250 millions de voyageurs. En 2018 également, selon les estimations de la RATP (RER B), la fréquentation annuelle est de 42,5 millions de voyageurs. Le total de ces estimations, pour 2018, est donc de 292,5 millions de voyageurs.
Elle est ainsi la première gare européenne, et la troisième mondiale (derrière la gare de Shinjuku, à Tokyo, et une autre gare située à Chicago), en englobant la fréquentation de la station de métro,. Selon un autre classement, elle est la 24e mondiale, les 23 premières étant japonaises.

### Histoire des dessertes de grandes lignes

#### Ère des trains mythiques

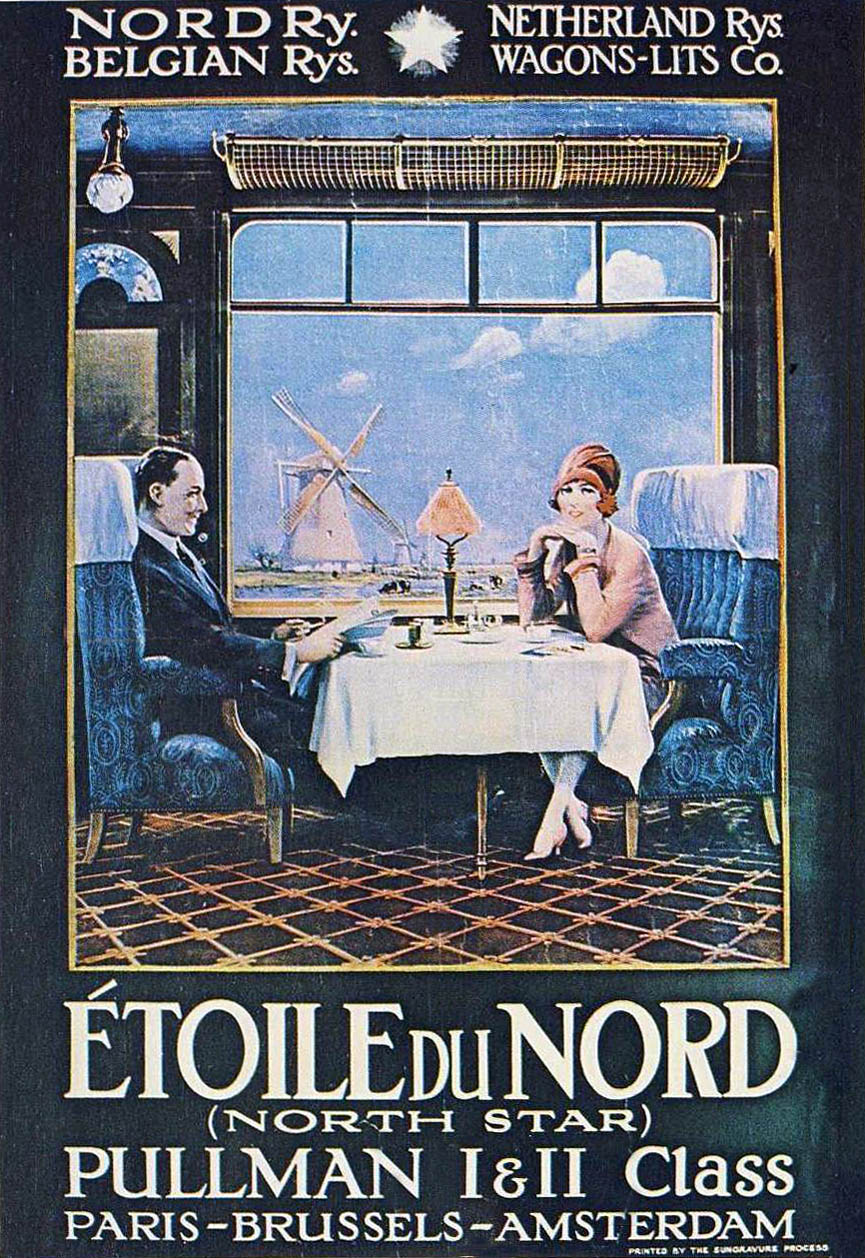
Affiche publicitaire pour l'Étoile-du-Nord.

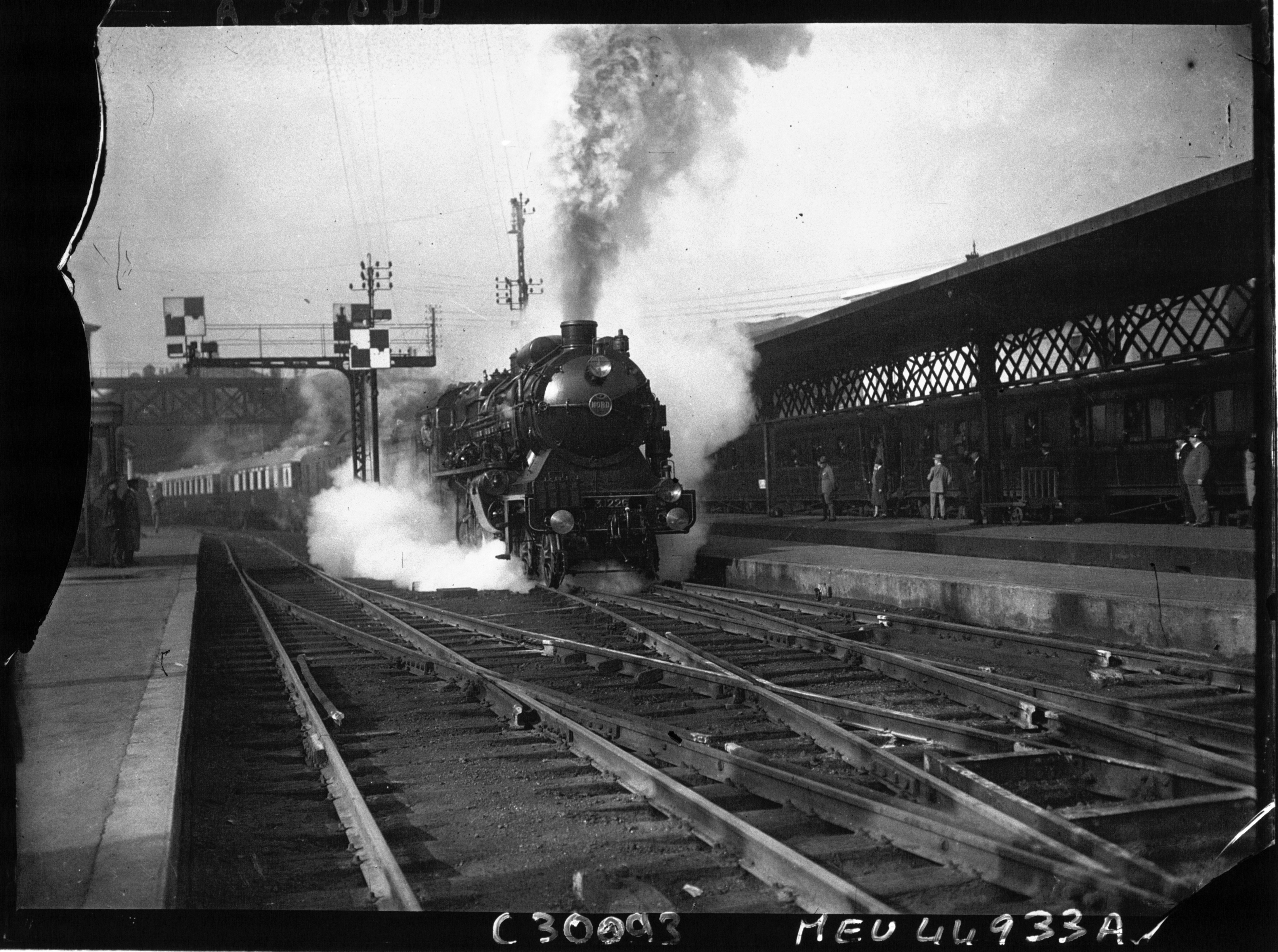
La première Flèche-d'Or au départ, vers 1927.

Lors de la création de la SNCF en 1938, la trame des dessertes héritée de la Compagnie du Nord n'est pas modifiée, celle-ci donnant satisfaction. Elle comporte huit trains vers Amiens, Lille et Tourcoing, dont deux assurés en rame diesel TAR, six trains de jour vers Boulogne et Calais, dont la Flèche-d'Or composée de voitures Pullman, en correspondance avec les bateaux desservant la Grande-Bretagne.
Vers l'Europe du Nord, chaque jour un train est à destination d'Amsterdam et Cologne, un pour Berlin et Hambourg, un pour Cologne, quatre pour Amsterdam dont l’Étoile-du-Nord et l’Oiseau-Bleu avec voitures Pullman, trois pour Bruxelles, dont un comporte une tranche pour Maastricht via Liège, et enfin le Nord-Express, comportant des voitures pour Berlin, Varsovie, Riga et Copenhague.
La nuit, une relation par direction est assurée, avec un express vers Calais, Lille, Berlin et la Pologne, et un vers Amsterdam. Par ailleurs, une tranche Menton – Amsterdam est incorporée aux rapides 115/122 au départ de Paris-Nord, et deux trains en provenance du sud-est effectuent leur relais de traction à la Chapelle-Triage après un transit par la ligne de Petite Ceinture : c'est le cas du 33/46 de Brigue, en Suisse, et du 75, récupérant des voitures en provenance de Vintimille, San Remo, Trieste et même Naples, ou Saint-Gervais, durant l'hiver.
En 1957, la création du pool Trans-Europ-Express (TEE) touche particulièrement Paris-Nord, en raison de l'importance de ses relations internationales. Le service international est alors assuré par des rames diesel rapides et confortables, mais réservées à une clientèle de première classe. Vers l'Allemagne, le Parsifal relie Paris à Düsseldorf tandis que le Paris-Ruhr relie la capitale française à Dortmund. Vers la Belgique et les Pays-Bas, la desserte TEE offre trois relations : l'Île-de-France et l'Étoile-du-Nord pour Amsterdam, et l'Oiseau-Bleu pour Bruxelles.
Toutefois, la démocratisation du transport aérien concurrence sévèrement les relations ferroviaires, particulièrement en direction des distances lointaines comme la Scandinavie, de plus handicapées par des traversées maritimes en ferrys. La réduction de la fréquentation provoque la disparition progressive des grands trains. Les TEE Memling et Oiseau-Bleu vers Bruxelles sont supprimés à l'été 1984. Ils laissent la place à un nouveau train, baptisé Gustave-Eiffel, puis Jacques-Brel, reliant Paris à Cologne via Bruxelles. En 1986, c'est au tour du mythique Nord-Express de disparaître. Le Paris-Scandinavie-Express laisse également la place à une nouvelle liaison nocturne nommée Viking-Express, qui circule, l'été uniquement, entre Paris et Copenhague. Boudé par la clientèle scandinave, il disparaît à son tour en 1995. Une relation Paris – Hambourg est également créée.
En 1987, un nouveau label, « EuroCity », fait son apparition : le sigle « TEE » ne concerne alors plus que les trains Rubens, Brabant, et Étoile-du-Nord, dorénavant accessibles en deuxième classe.

#### Arrivée du TGV, puis disparition des grandes lignes classiques
Le service d'été 1993 marque le début de la transformation en profondeur des dessertes de grandes lignes avec l'ouverture du premier tronçon de la LGV Nord, jusqu'à Arras (bifurcation de Croisilles). Le TGV Nord Europe offre onze liaisons quotidiennes entre Paris et Lille en 1 h 19 / 1 h 24, dont six sont prolongées jusqu'à Tourcoing. Deux liaisons Dunkerque et Valenciennes avec dégroupement à Arras complètent l'offre. Le 29 août, l'ouverture du second tronçon de la LGV jusqu'à Lille permet d'offrir, dès le 26 septembre, seize liaisons vers Lille avec un parcours réduit à une heure pile. Cinq liaisons sont offertes vers Valenciennes, dont une jusqu'à Cambrai après dégroupement à Douai. Un aller-retour est ajouté vers Dunkerque et un Paris – Calais via Lille complète l'offre, avec rebroussement à Lille-Flandres. Cette solution disparaît le 23 janvier 1994, avec l'ouverture du troisième tronçon de la ligne entre Lille et le tunnel sous la Manche et l'ouverture de la gare de Lille-Europe.
La desserte classique par train Corail est en conséquence totalement bouleversée : elle est supprimée vers Dunkerque et Valenciennes, et se limite à trois liaisons quotidiennes vers Lille au service d'hiver 1993/1994, puis à deux. La fréquentation étant en chute libre, elles sont finalement supprimées au service d'hiver 1999. Néanmoins, la région Hauts-de-France crée un TER Paris – Lille via Longueau en 2021, reprenant ainsi un itinéraire jusqu'alors délaissé au profit du TGV.

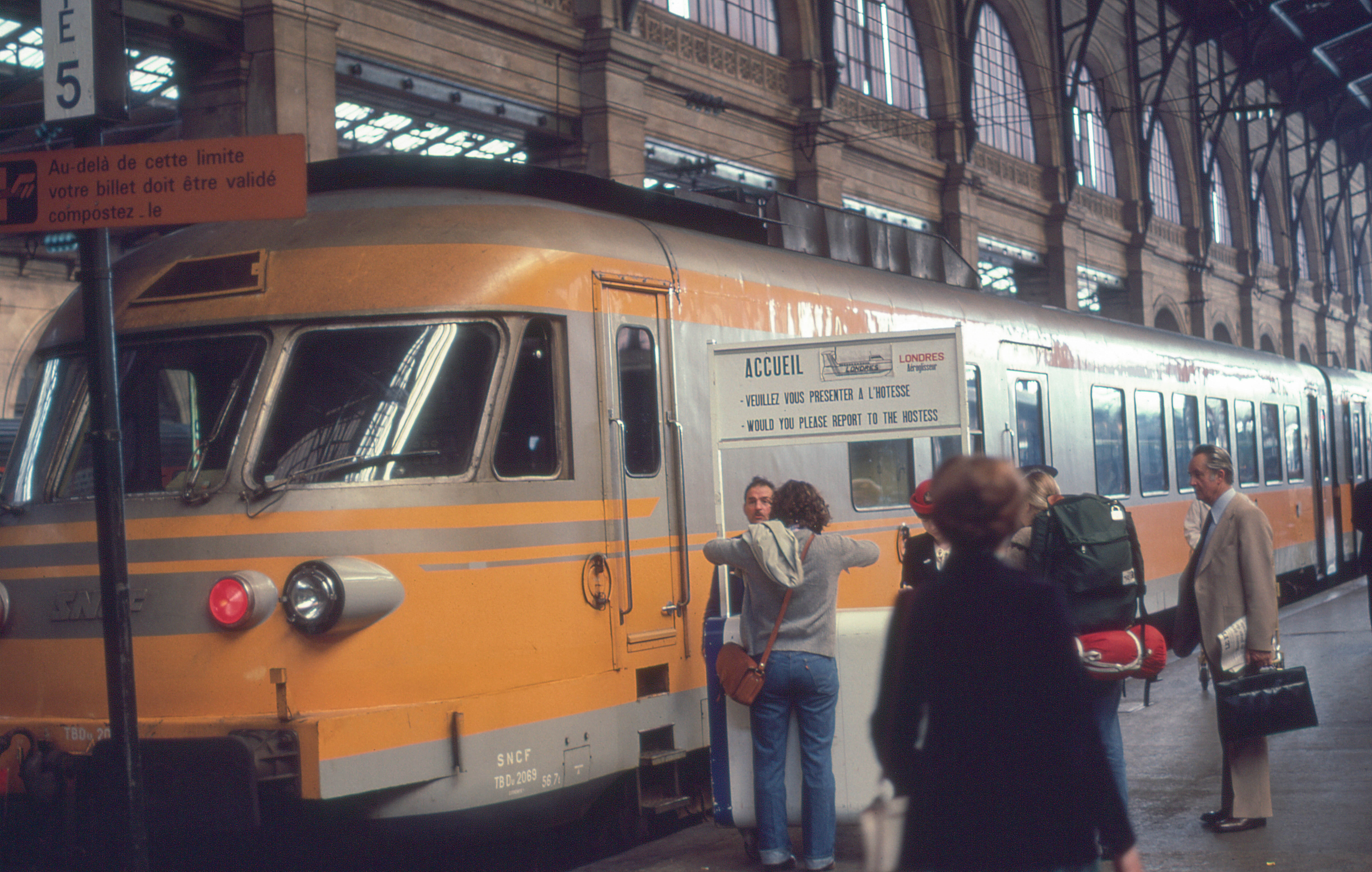
RTG qui assurait le service vers Boulogne-Aéroglisseurs (en 1982).

La desserte internationale est à son tour profondément modifiée. C'est d'abord le service transmanche Eurostar qui démarre le 25 septembre 1994 après un faux départ annoncé pour l'été. L'offre est modeste, avec seulement trois liaisons quotidiennes entre Paris et Londres en 3 h 3. Toutefois, ils provoquent l'arrêt définitif du service résiduel vers Boulogne-Maritime et Calais-Maritime le 21 janvier 1995, et la fin des trains en correspondance avec les ferries ou les aéroglisseurs (cette dernière possibilité ayant cessé dès 1991). Il reste alors sept liaisons vers Boulogne-Ville, dont quatre terminus Calais-Ville, ces dernières finalement limitées à Boulogne en 2002. En contrepartie de l'absence de desserte TGV, la desserte classique d'Amiens est renforcée.
Le 23 janvier 1995, trois des quatre ex-TEE laissent la place au TGV entre Paris et Bruxelles. Faute de ligne à grande vitesse en Belgique, ils rebroussent en gare de Lille-Flandres avant de poursuivre leur route sur le réseau classique via Baisieux, Tournai et Ath, avec une très modeste réduction du temps de parcours. Il faut attendre le 2 juin 1996 pour qu'un court tronçon (11 km) de la LGV 1 belge soit mis en service : le nouveau service Thalys offre alors quatorze liaisons quotidiennes vers Bruxelles en 2 h 3, dont quatre sont prolongées vers Amsterdam, deux vers Liège et une vers Anvers. C'est alors la fin des trains classiques et des locomotives polytension. La ligne classique Paris – Bruxelles perd alors ses dessertes internationales : quatre liaisons intérieures sont créées en compensation pour la desserte de Saint-Quentin, Aulnoye-Aymeries et Maubeuge. Cependant, une liaison Ouigo Train Classique Paris – Creil – Aulnoye-Aymeries – Mons – Bruxelles est lancée le 19 décembre 2024, ; un arrêt à Saint-Quentin doit être ajouté le 13 avril 2025.
L'achèvement de la LGV 1 (55 km) jusqu'à l'entrée de Bruxelles permet de densifier la desserte : dix-huit liaisons sont offertes entre Paris et Bruxelles en 1 h 25, dont quatre se poursuivent vers Amsterdam, sept vers Cologne, et deux sur Ostende. S'ajoutent deux relations Paris – Namur via Mons et Charleroi. Les deux EC Molière et Parsifal disparaissent alors. Le service Eurostar connaît, quant à lui, une montée en puissance : la fréquence passe de quatre à onze liaisons durant l'année 1995, puis douze liaisons sont proposées à partir du 8 janvier 1996, et enfin quatorze en 1998. Le 25 janvier 1998, pas moins de vingt-quatre relations sont proposées entre Paris et Lille.
Par ailleurs, les trains Corail desservant Amiens, Boulogne-sur-Mer, Saint-Quentin, Cambrai et Maubeuge, commercialement appelés Intercités, sont devenus des TER (proposant uniquement la seconde classe) de la région Hauts-de-France en janvier 2019.

### Histoire des dessertes de banlieue
La desserte de la banlieue parisienne n'a jamais constitué une priorité des grandes compagnies ferroviaires, qui ont préféré les trains de longs parcours plus prestigieux et surtout bien plus lucratifs : la Compagnie du Nord n'échappe pas à la règle. Toutefois, le développement progressif de l'agglomération parisienne, à partir des années 1900, a obligé les compagnies à s'adapter et provoqué une évolution des dessertes.

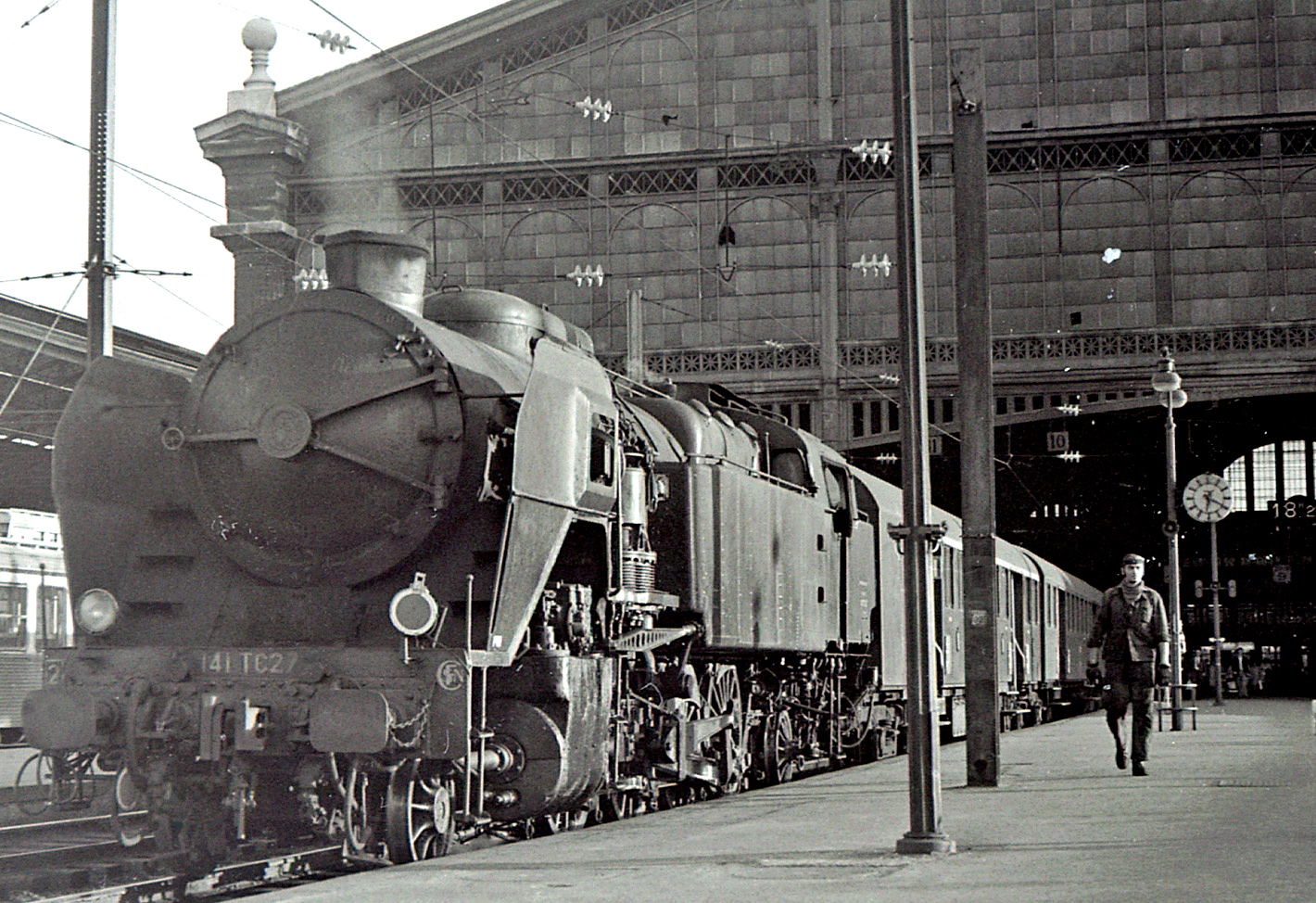
Une locomotive 141 TC en tête d'une rame de banlieue composée de voitures métalliques de banlieue type Nord, en août 1970.

Durant les années 1920, le Nord souhaite accroître la capacité des lignes et enrichir la desserte aux heures de pointe. Il porte ses efforts sur la modernisation du matériel roulant, avec la construction de rames réversibles et de locomotives à vapeur puissantes, assurant une meilleure vitesse commerciale pour les trains à arrêts fréquents, et diminuant notablement les évolutions de machines en gare. Néanmoins, le mauvais choix des terminus de zones, trop éloignés de Paris, le recours à la traction vapeur et l'espacement des gares (4 à 5 km contre 2 à 3 km à l'ouest) ne permet pas une desserte uniforme. En 1938, le nombre de trains de banlieue au départ reste deux fois plus faible qu'à Paris-Saint-Lazare.
Mais au-delà de ces raisons, le développement du trafic régional est limité par l'insuffisance chronique du nombre de voies de réception en gare de Paris-Nord. Une première solution consiste à libérer quelques voies des trains de Ceinture et des trains-tramways en gare annexe, qui ont connu une intense fréquentation, mais déclinante depuis les années 1910 en raison de l'extension du métropolitain, puis après-guerre, des lignes d'autobus.
Les trains de Ceinture sont définitivement supprimés en juillet 1934, avec la fermeture de la ligne de Petite Ceinture, et les trains-tramways subissent le même sort en 1936. Toutefois, la libération des voies ne permet pas d'accroître significativement les dessertes : les voies sont en effet devenues trop courtes face à l'allongement des trains, ce qui entraîne en 1934 un vaste chantier de remodelage du plan des voies, avec la création de groupes de voies affectées à un type de desserte, de grandes lignes ou de banlieue. Ces aménagements permettent de rassembler les dessertes sur les mêmes quais, et de proposer un cadencement des circulations. Enfin, à partir de 1932, les nouvelles locomotives 141 T Nord 4.1201 à 4.1272 (au nombre de soixante-douze) permettent d'améliorer significativement les dessertes grâce à leur capacité d'accélération. Elles tractent les nouvelles voitures métalliques à bogies commandées par la compagnie à 410 exemplaires et mises en service commercial à partir de février 1930.
Les conditions de desserte se trouvent profondément modifiées avec l'électrification progressive des lignes de banlieue, de 1958 à 1970. Les locomotives électriques BB 16500 remplacent le parc vapeur, et les nouvelles automotrices inox Z 6100, ainsi que les voitures de banlieue à deux niveaux, modernisent l'image du réseau. En 1985, les dernières voitures métalliques de type nord disparaissent.

### Desserte régionale

#### Généralités
Depuis 1999, la desserte de la banlieue parisienne relève de l'activité Transilien de la SNCF. Le trafic régional à Paris-Nord se répartit en deux espaces distincts : la gare souterraine à quatre voies accueille le trafic interconnecté assuré par les lignes B et D du RER. Au-dessus, la gare de surface, en impasse et à six voies, accueille les trains des lignes H et K du Transilien. Ces lignes assurent des services vers la Seine-Saint-Denis, le Val-d'Oise, la Seine-et-Marne et l'Oise. Les lignes B et D du RER desservent en outre le sud-ouest (ligne B) et le sud-est (ligne D) de la région.
La trame de desserte de la ligne B du RER comporte, en heures creuses et aux heures de pointe, respectivement de douze à vingt trains par heure et par sens. La trame de la ligne D est plus faible, avec de huit à douze trains par heure et par sens.
La ligne H du Transilien compte quatre trains par heure à destination d'Ermont - Eaubonne, dont deux à destination de Pontoise et deux à destination de Valmondois ou Persan - Beaumont, et quatre à destination de Montsoult - Maffliers, dont un a son terminus à Persan - Beaumont et un autre à Luzarches. Ces fréquences sont à peu près doublées aux heures de pointe. Par ailleurs, un aller-retour quotidien, appelé le « train des impressionnistes », dessert directement Auvers-sur-Oise (le terminus étant à Valmondois) les week-ends et jours fériés d'avril à début septembre.
La ligne K du Transilien compte onze liaisons quotidiennes à destination de Crépy-en-Valois, en alternance avec une desserte TER Hauts-de-France à destination de Laon.

#### Lignes B et D du RER
Les voies des lignes B et D du RER se trouvent en sous-sol et sont organisées comme suit :
| vers le nord | vers le nord | ↓           | ↓           |
| voie 41      | voie 43      | voie 44     | voie 42     |
| ↑            | ↑            | vers le sud | vers le sud |

La ligne du RER B, dont les trains partent ou arrivent habituellement aux voies 42 et 43 dessert Mitry-Mory, l'aéroport de Paris-Charles-de-Gaulle et celui d'Orly grâce à une correspondance à la gare d'Antony avec Orlyval.
La ligne du RER D, dont les trains partent ou arrivent habituellement aux voies 41 et 44, assure un trajet rapide entre la gare du Nord et la gare de Lyon.
Les voies à numéro pair 42 et 44 sont situées sur les deux côtés d'un quai insulaire affecté à la circulation direction sud, avec Châtelet - Les Halles comme prochaine station ; les voies à numéro impair 41 et 43 sont situées sur les deux côtés de l'autre quai affecté au trafic vers le nord.
Les lignes B et D desservent le stade de France de Saint-Denis, la première (ligne B) au sud du stade et la seconde (ligne D) au sud-ouest de ce dernier.

#### Lignes H et K du Transilien
Les voies des lignes H et K du Transilien se trouvent en surface et sont organisées comme suit :
| ↑            | ↑            | ↑            | ↑            | ↑            | ↑            | ↑            |
| vers le nord | vers le nord | vers le nord | vers le nord | vers le nord | vers le nord | vers le nord |
| voie 30      | voie 31      | voie 32      | voie 33      | voie 34      | voie 35      | voie 36      |

La ligne Transilien H, dont les trains partent ou arrivent habituellement aux voies 30, 31, 32, 33, 34, 35 et 36, dessert Persan - Beaumont, Luzarches, Valmondois, Ermont - Eaubonne et Pontoise.
La ligne Transilien K, dont les trains partent ou arrivent habituellement aux voies 32 et 33, dessert Aulnay-sous-Bois, Dammartin - Juilly - Saint-Mard et Crépy-en-Valois ; cependant, lors des mouvements sociaux, il n'est pas rare de voir les trains de la ligne B du RER utiliser ces deux mêmes voies.
Les voies 30 à 36, toutes en cul-de-sac, sont situées sur la même plate-forme et permettent une correspondance rapide avec la gare souterraine par le biais d'escaliers et d'escalators.

#### Ligne E du RER
Par ailleurs, la ligne RER E en gare de Magenta est directement reliée à la gare du Nord par deux accès souterrains (l'un sous contrôle billettique et l'autre hors contrôle).

### Desserte nationale

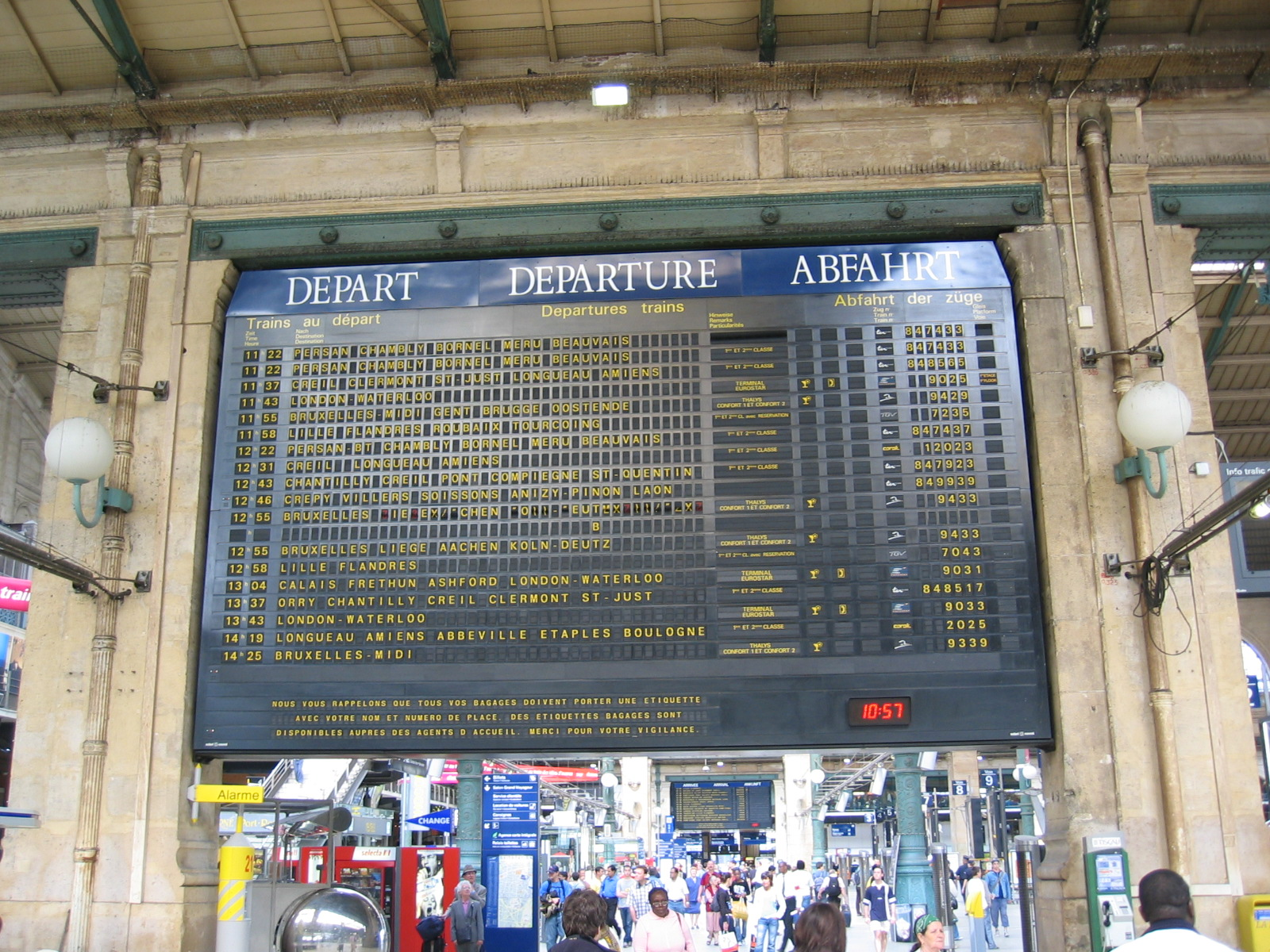
Ancien tableau des départs de grandes lignes (afficheur à palettes), remplacé en 2015 par des écrans d'information (système CATI).

Les TGV — sous la marque TGV inOui — desservent la plupart des grandes agglomérations de l'ancienne région Nord-Pas-de-Calais (notamment Arras et Lille), en effectuant les liaisons suivantes :
- Paris-Nord – Arras – Lille-Europe – Calais-Fréthun – Boulogne-Ville – Étaples-Le Touquet – Rang-du-Fliers-Verton ;
- Paris-Nord – Arras – Lille-Europe – Calais-Fréthun – Calais-Ville ;
- Paris-Nord – Arras – Lille-Europe – Dunkerque ;
- Paris-Nord – Arras – Lille-Flandres – Croix-Wasquehal – Roubaix – Tourcoing ;
- Paris-Nord – Lille-Flandres (trains directs) ;
- Paris-Nord – Arras – Lens – Béthune – Hazebrouck – Dunkerque ;
- Paris-Nord – Arras – Douai – Valenciennes.

Les trains express régionaux, du réseau TER Hauts-de-France, desservent l'ancienne région Picardie (notamment Beauvais, Creil, Amiens, la baie de Somme et Saint-Quentin), une partie de l'ex-Nord-Pas-de-Calais (en l'occurrence la côte d'Opale, Arras, Lille, Cambrai et Maubeuge) et l'extrémité septentrionale de la Normandie (à savoir Le Tréport), en effectuant les liaisons suivantes :
- Paris-Nord – Longueau – Amiens – Abbeville – Noyelles-sur-Mer – Rue – Rang-du-Fliers-Verton – Étaples-Le Touquet – Boulogne-Ville – Calais-Ville ;
- Paris-Nord – Creil – Longueau – Arras – Douai – Lille-Flandres (les week-ends et jours fériés) ;
- Paris-Nord – Compiègne – Saint-Quentin – Le Cateau – Aulnoye-Aymeries – Maubeuge ;
- Paris-Nord – Compiègne – Saint-Quentin – Busigny – Caudry – Cambrai ;
- Paris-Nord – Creil – Clermont-de-l'Oise – Saint-Just-en-Chaussée – Longueau – Amiens ;
- Paris-Nord – Creil – Pont-Sainte-Maxence – Compiègne – Noyon – Chauny – Tergnier – Saint-Quentin ;
- Paris-Nord – Orry-la-Ville-Coye – Chantilly-Gouvieux – Creil ;
- Paris-Nord – Crépy-en-Valois – Villers-Cotterêts – Soissons – Laon ;
- Paris-Nord – Chambly – Méru – Beauvais (en période estivale, certains trains atteignent Le Tréport-Mers).

### Desserte internationale

#### Transport ferroviaire
La desserte internationale relève principalement des services Eurostar.
- L'Eurostar vers le Royaume-Uni compte dix-sept liaisons quotidiennes à destination de Londres (dix-neuf les vendredis), avec des correspondances pour toutes les villes de la Grande-Bretagne. Ce pays n'étant pas membre de l'espace Schengen, il est nécessaire de passer la douane (via le Hall Londres). Ainsi, les accès aux quais concernés sont en permanence condamnés pour les trains au départ, à l'exception de celui ouvert après le passage des contrôles.
- L'Eurostar vers l'Europe continentale (ex-Thalys) offre douze liaisons quotidiennes à destination d'Amsterdam (via Anvers, Rotterdam et Schiphol), cinq pour Cologne (plusieurs continuent jusqu'à Düsseldorf, voire Dortmund) via Liège, tous les trains desservant Bruxelles-Midi (soit plus de vingt liaisons quotidiennes pour la capitale belge, certains trains y étant terminus). Depuis le 20 décembre 2015, l'accès à un train Thalys nécessite le passage par un portique de sécurité, dans le cadre du renforcement des mesures de sûreté annoncées à la suite de l'attentat du 21 août de la même année[100].

En outre, le service Ouigo Train Classique relie Paris-Nord à Bruxelles-Midi (via Creil, Aulnoye-Aymeries et Mons) au rythme de trois allers-retours quotidiens.
Par ailleurs, le dernier train de nuit, assuré par la filiale CityNightLine (CNL) de la Deutsche Bahn (DB), avec places couchées, reliait Paris-Nord à Berlin et Hambourg (via Bruxelles), avec une voiture-lits pour Moscou. Il avait été transféré à la gare de l'Est le 14 décembre 2008.

#### Transport aérien
Depuis le 30 octobre 2011, des vols long-courrier au départ de Paris-Nord, avec escale dans un aéroport européen desservi par le chemin de fer, sont proposés. Un billet combiné est proposé, avec mise à disposition en gare d'un comptoir dédié au pré-enregistrement des bagages. À son lancement, ce modèle d'intermodalité fer-air constitue une première mondiale selon Franck Gervais, alors directeur général de Thalys international.

## Correspondances

### Métro
La gare est desservie par la station de métro Gare du Nord, où passent les lignes 4 et 5, qui desservent également la gare ferroviaire de Paris-Est.
Depuis les années 1990, un couloir de correspondance relie la gare souterraine à la station de métro La Chapelle de la ligne 2.

### Bus
En surface et dans la gare routière, on trouve les bus :
- des lignes 26, 31, 35, 38, 39, 43, 45, 48, 54, 56, 91 et 302 du réseau de bus RATP ;
- des lignes N01, N02, N14, N43, N44, N140, N143, N147 et N148 du réseau Noctilien.

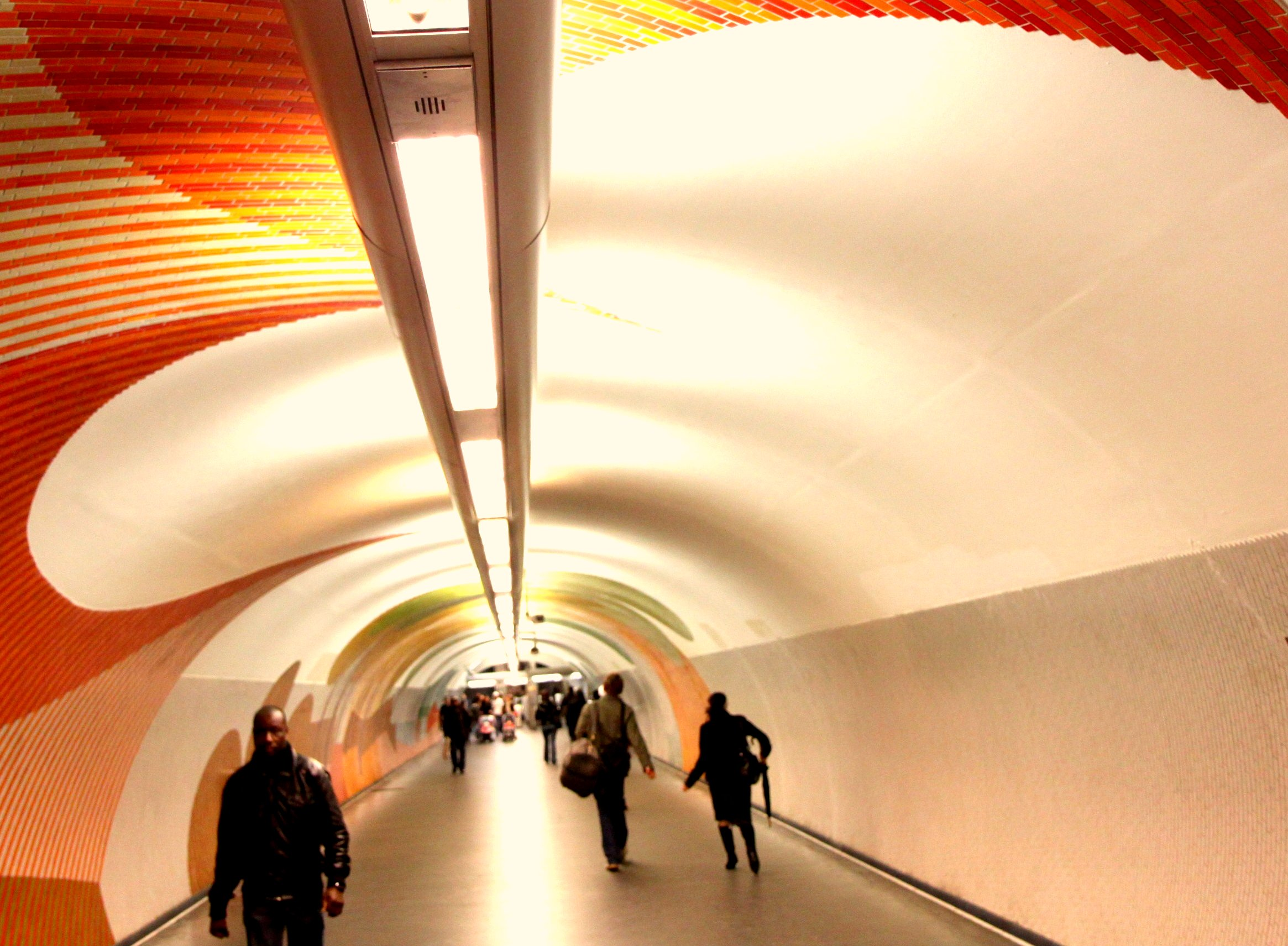
Couloir de correspondance entre la gare souterraine et la station de métro La Chapelle.
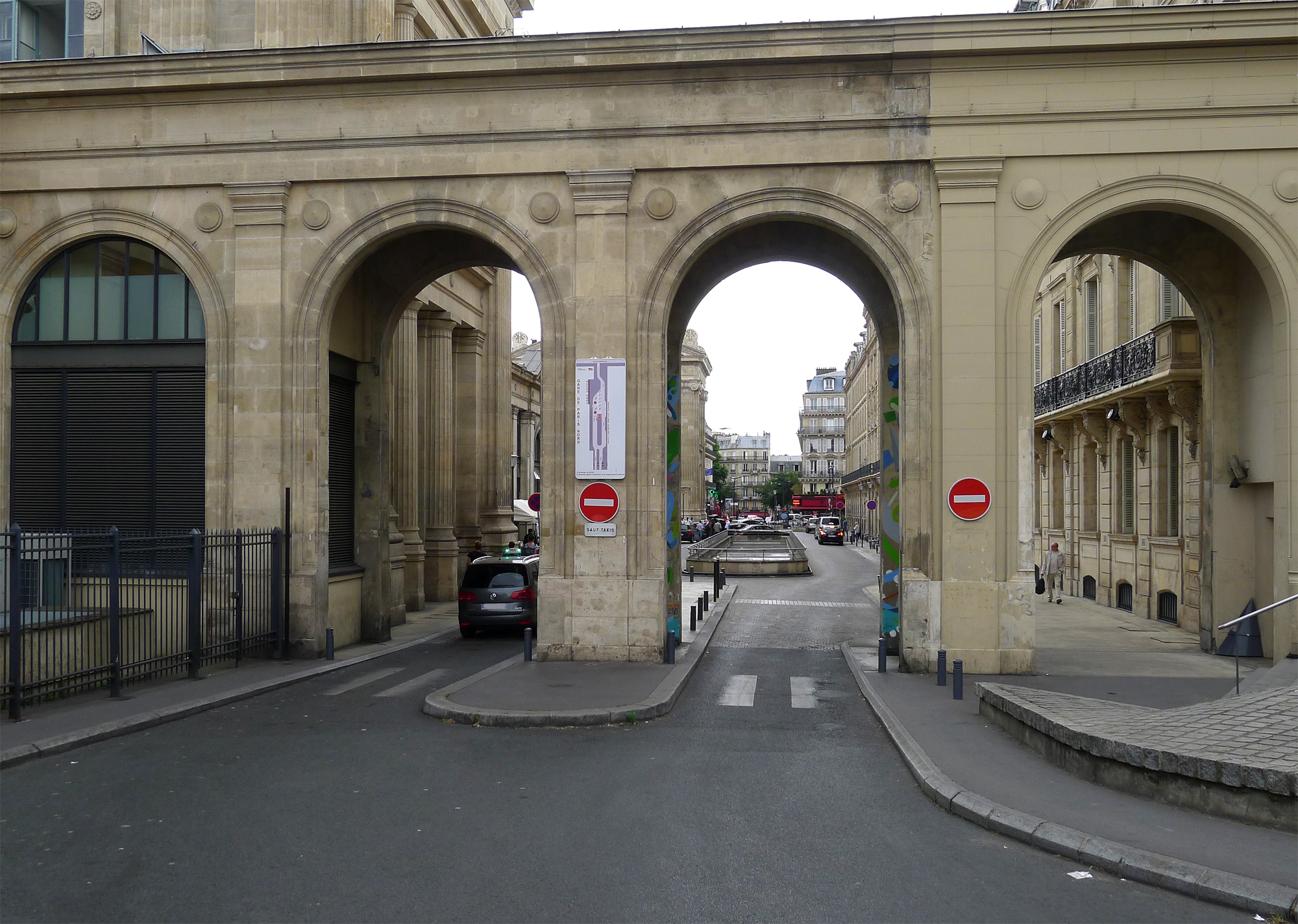
Entrée de la zone de desserte des taxis.

### Vélo
En juin 2024, les abords de la gare routière reçoivent un parc à vélos sécurisé de 1 186 places, le plus capacitaire de Paris lors de son ouverture. Ouvert de 5 h à 1 h, il est gratuit pour les détenteurs de la carte Navigo (dans le cas contraire, stationner une bicyclette à la journée coûte deux euros). Il est composé de trois espaces : un pour les vélos classiques, un autre avec des arceaux plus larges pour les électriques et un dernier pour les vélos cargos.

## Service des marchandises
La gare de Paris-La-Chapelle, située en avant-gare de Paris-Nord, est ouverte au service du fret, notamment les conteneurs et les wagons isolés. Elle dispose de grues et de portiques de manutention. Néanmoins, SNCF Réseau indique que ce site est « inaccessible jusqu'à nouvel avis ».

## Dépôts et ateliers

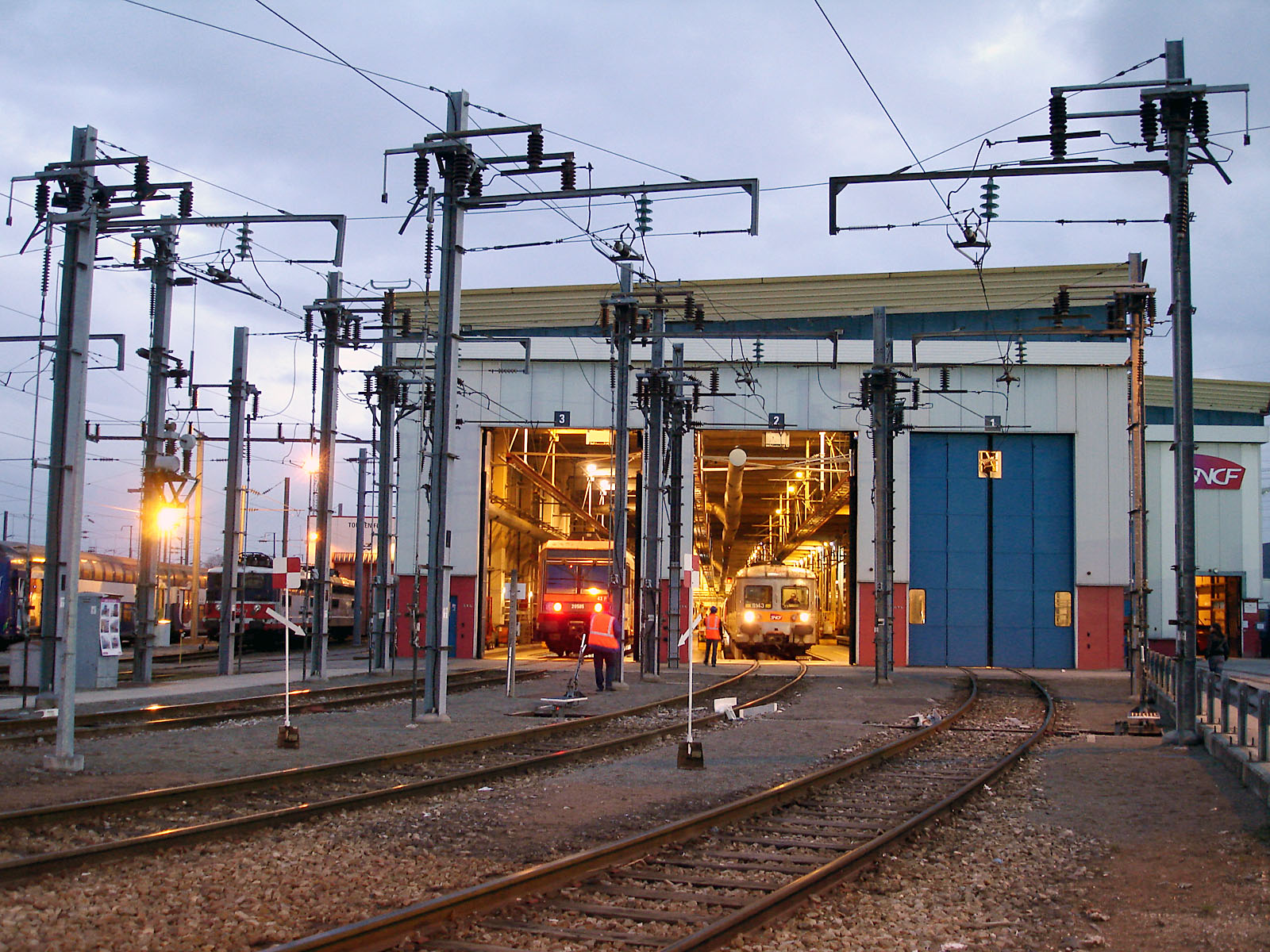
Le technicentre Paris-Nord-Joncherolles, en 2010.

Lors de la nationalisation du réseau ferroviaire français en 1938, la SNCF hérite des dépôts et ateliers des anciens réseaux. La Compagnie du Nord lègue, à Paris et en proche banlieue, le dépôt de La Chapelle, destiné aux autorails, et celui de La Plaine, puis, un peu plus loin, celui des Joncherolles, et enfin, en grande banlieue, ceux de Mitry, Crépy-en-Valois, Creil, et Beaumont-sur-Oise. Le Landy assure les révisions des voitures, tandis que celui de La Chapelle assure les grandes réparations du parc vapeur.
L'électrification du réseau amène plusieurs modifications : le dépôt de La Chapelle voit ses remises allongées pour accueillir les Z 6100, celui des Joncherolles est abandonné tandis que celui de Mitry est démantelé et fait place à la direction du matériel, pour les essais. Le dépôt de La Plaine gère le parc diesel. À la fin des années 1980 (1988), la forte augmentation du parc banlieue, en particulier des Z 20500, amène la direction de Paris-Nord à créer un nouvel atelier à l'emplacement de l'ancien dépôt vapeur des Joncherolles.

## Dans la culture et le sport

### Dans l'art
- Darco, Fresques de la Gare du Nord, 1994. Série de deux fresques commandées par la SNCF[107].

### Dans la littérature
Plusieurs ouvrages ont pour cadre cette gare. Parmi les plus récents, on peut citer :
- Jacques Crickillon, L'Indien de la Gare du Nord, 2000, Lausanne, L'Âge d'Homme ;
- José Tshisungu wa Tshisungu, La Flamande de la gare du Nord, 2001, Sudbury [Ontario], Éd. Glopro ;
- Sylvie Chenus, Saga de la Gare du Nord, 2002, Paris, L'Avant-scène théâtre, 2002 (théâtre) ;
- Abdelkader Djemaï, Gare du Nord (roman), 2006, Paris, Éd. du Seuil ;
- Joy Sorman, Paris Gare du Nord (récit), 2011, Paris, Gallimard.

Par ailleurs, le nom français du comic strip Hägar Dünor est un jeu de mots évoquant la gare.

### Au cinéma
Plusieurs films ont été tournés à la gare du Nord. On peut citer :
- 1984 : Il était une fois en Amérique de Sergio Leone ; aménagée de manière à évoquer Grand Central Terminal de New York, la gare servit de décor au départ de Deborah Gelly pour Hollywood ;
- 2001 : Le Fabuleux Destin d'Amélie Poulain de Jean-Pierre Jeunet ;
- 2001 : Les Rois mages de Bernard Campan et Didier Bourdon ;
- 2002 : La Mémoire dans la peau de Doug Liman[109] ;
- 2003 : Moi César, 10 ans ½, 1m39 de Richard Berry ;
- 2004 : Ocean's Twelve de Steven Soderbergh ;
- 2005 : Les Poupées russes de Cédric Klapisch ;
- 2007 : Ensemble, c'est tout de Claude Berri ;
- 2007 : Les Vacances de Mr Bean de Steve Bendelack ;
- 2007 : La Vengeance dans la peau de Paul Greengrass[110] ;
- 2008 : Agathe Cléry d'Étienne Chatiliez ;
- 2010 : Les Aventures extraordinaires d'Adèle Blanc-Sec de Luc Besson ;
- 2010 : L'amour, c'est mieux à deux de Dominique Farrugia et Arnaud Lemort ;
- 2013 : Gare du Nord de Claire Simon ;
- 2014 : Le Dernier Diamant d'Éric Barbier.

### À la télévision
Certaines scènes de la série télévisée policière Quai no 1, diffusée à la télévision sur France 2 entre 1997 et 2006, ont été tournées dans la gare.

### Dans la chanson
- 1978 (rééditée sur CD en 2008) : Gare du Nord (à 7 plombes du mat' blues) par Mike Lécuyer, CD 19 777 879
- 19xx (rééditée sur CD en 2008) : Gare du Nord par Catherine Sauvage, CD Chansons rares ou inédites
- 1999 : Gare du Nord par Philippe Katerine, CD Les créatures - l'homme à 3 mains
- 2001 : Gare du Nord par Bugge Wesseltoft, CD Movin
- 2006 : Gare du Nord par Nord, CD Artiste domestique
- 2006 : Gare du Nord par Souvenirs, CD Da king blev kørt ned (en danois)
- 2007 : Gare du Nord par Marc Robine, CD L'errance
- 2010 : Gare du Nord par Carte Blanche (DJ Mehdi & Riton)

Le clip de la chanson Bouger bouger, du collectif ivoirien Magic System en collaboration avec le rappeur Mokobé, sorti en 2005, comprend au début, pendant sept secondes (de 0'57" à 1'04"), des scènes tournées sur les quais de la gare du Nord. De manière générale, cette gare étant desservie par des lignes RER et Transilien permettant de rejoindre des banlieues populaires, elle est souvent mentionnée par des rappeurs français[réf. souhaitée].

### Dans le sport
Sous l'impulsion de cheminots de la SNCF, la gare du Nord accueille un dojo à partir de 1952 ; il est transféré vers un autre site en 2012. Ce dojo est d'abord installé dans une salle de 30 à 40 m2 au deuxième étage, ce qui correspond au niveau de la verrière ; ses douches étaient alors inopérantes lorsque les locomotives à vapeur effectuaient le plein d'eau. Sa notoriété est due au fait qu'il a permis à l'aïkido de se développer en France, en présence de maîtres tels que Masamichi Noro.

## Documentaires
- Jean-Charles Doria, Dans les coulisses de la gare du Nord, 1 h 25, 2007, France[114].